# Biserica de lemn din Sânmihaiu Almașului
Biserica de lemn Sf. Arhangheli Mihail și Gavril din Sânmihaiu Almașului, Sălaj a fost ridicată pe un deal de unde domină valea Almașului. Biserica este foarte rar vizitată, deoarece se ajunge cu anevoie la ea, neexistând un drum de acces amenajat. Biserica de lemn este declarată monument istoric sub codul LMI 2004:  SJ-II-m-A-05109.

## Istoric

### Biserica de lemn

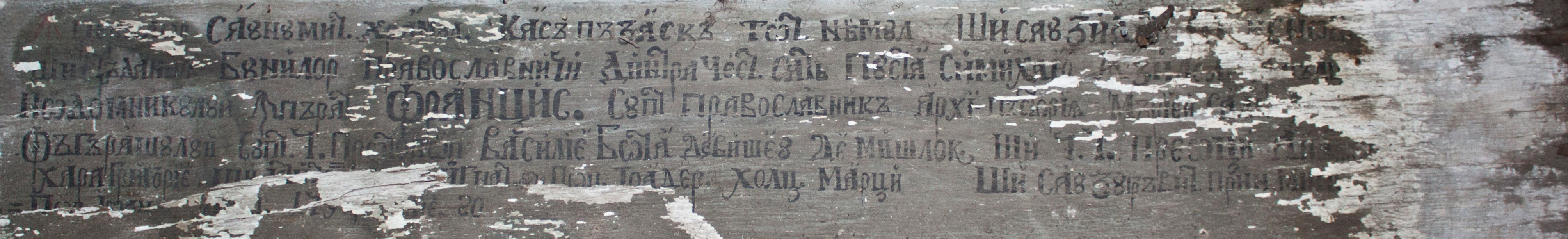
Pisania ce amintește momentul pictării bisericii

Harta localității Sânmihaiu Almașului în anul 1773. În această hartă este surprinsă o altă biserică ce exista în aproximativ aceeași locație cu cea a actualei biserici de lemn

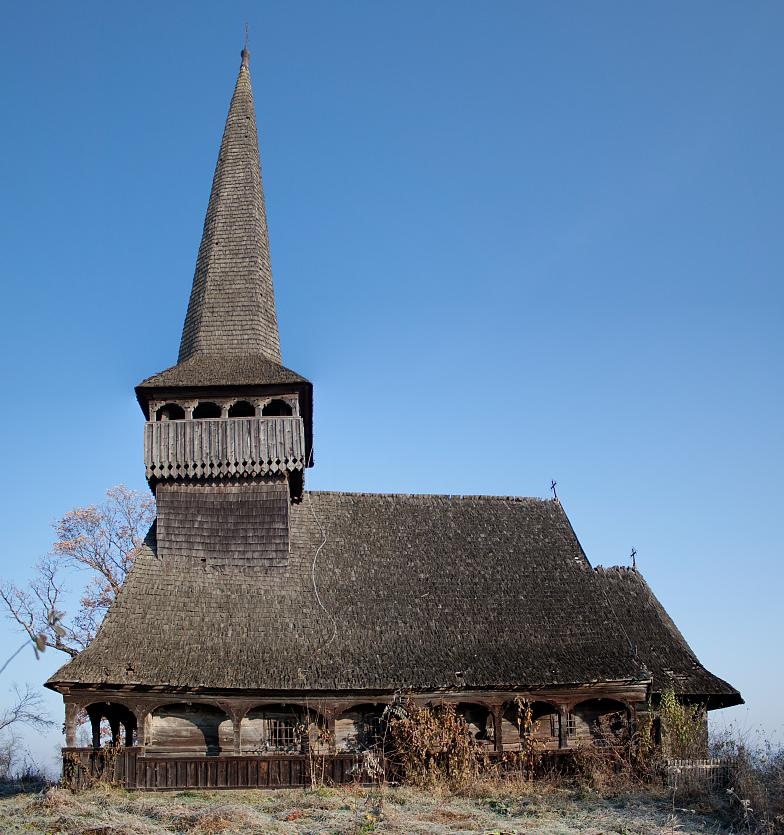
Biserica de lemn din Sânmihaiu Almașului. Vedere sudică. Foto: octombrie 2010

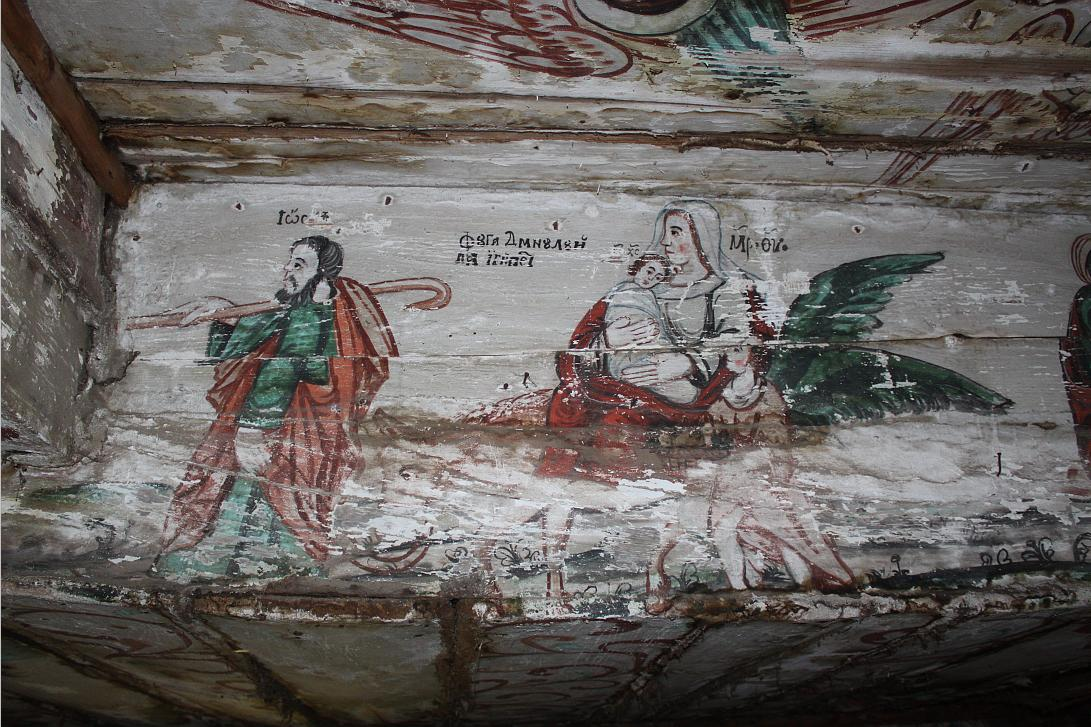
Biserica de lemn din Sânmihaiu Almașului. Fuga Domnului în Egipt

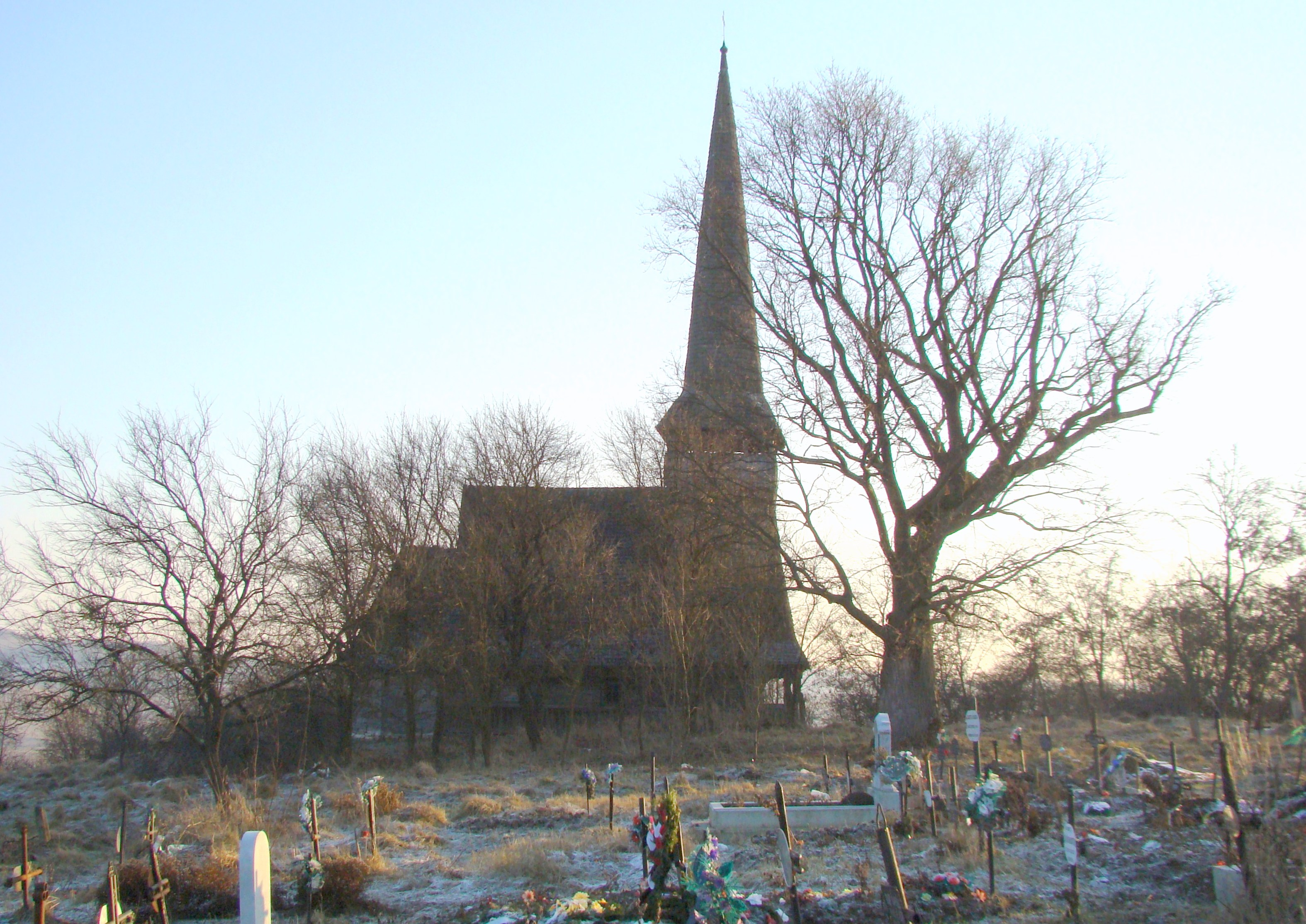
Biserica de lemn „Sf. Arhangheli” din Sânmihaiu Almașului, foto: decembrie 2009.

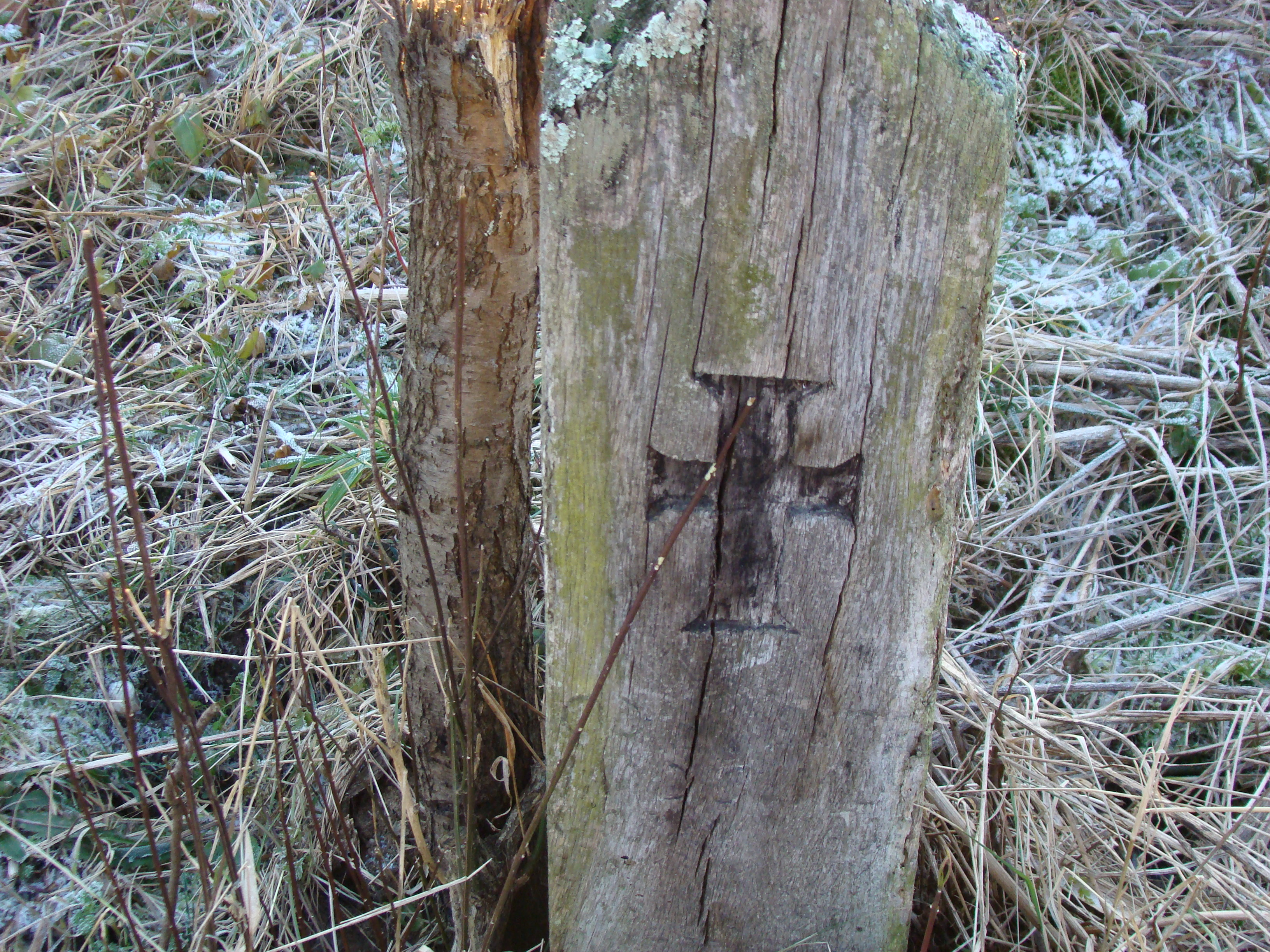
Monument funerar în cimitirul bisericii

Momentele importante pentru biserică, precum edificarea și pictarea ei au fost surprinse de cele două pisanii pictate în stânga și în dreapta catapetesmei. Din păcate, trecerea timpului a afectat în mare măsură inscripția din stânga iconostasului, în care era menționat anul ridicării bisericii. Inscripția din dreapta, mult mai bine păstrată, afirmă următoarele:
"Îngerilor s-au numit ca să păzască tot neamul și sau zidit de iznov ... și strădania bunilor pravoslavnici dintracest sat Pusta Simihaiu în zilele înălț(atului) ... podomnicului împărat Franțis, supt pravoslavnică arhipăstoria măriei sale ... Făgărașului supt c(institul) protopop Vasilie Bota de Vișeu de Mijloc și c(instiților) preoți Andrei ... Hara Grigorie și ctit(ori) ... Ignat, făt Ion Toader, Holț Marți. Și sau zugrăvit prin mine ... Pop Ioan (anul) 1794 ... ie 20".
Având în vedere că pisania din dreapta surprinde anul pictării, ridicarea construcției trebuie că a avut loc mai devreme în timp. Preotul Vasile Ioviță, pe baza unei citiri mai vechi a pisaniei din stânga de către un preot local, indică anul 1778 ca an al edificării bisericii. Aceasta nu ar surprinde, dat fiind exemplul aproape identic al pisaniei din biserica de lemn din Stâna. Nu se cunoaște meșterul dulgher. Întreaga construcție este înălțată din lemn, care se găsea în cantități mari în pădurea din apropiere.
A fost restaurată in anii 1962-1963, când s-a acoperit cu șindrilă nouă, înlocuindu-se cea veche, precum și cartonul asfaltat ce acoperea partea dinspre răsărit. Atunci a fost îndepărtată o parte a acoperișului în sezonul de toamnă, iar acoperișul nou a fost așezat abia în primăvara următoare, fapt ce a pricinuit deteriorarea ireversibilă a picturii.
Pictura a fost executată, conform pisaniei, în anul 1794 de către pictorul itinerant Ioan Pop din Românași, aceasta fiind cea mai veche din lucrările sale cunoscute. și a împodobit întreaga biserică, având un caracter oarecum naiv, dar, totuși, sugestiv.

### Bisericile anterioare
Anterior bisericii monument istoric, mai sunt atestate alte două lăcașuri de cult.

#### O biserică de zid
Cel dintâi se găsea pe culmea dealului din vest, la circa 700 metri de monument. Nu se știe dacă biserica a aparținut comunității maghiare sau celei românești, ori a fost folosită de ambele, evident, în perioade de timp diferite. Cert este că era o construcție destul de mare din piatră și cărămidă, cum se poate vedea din fragmentele ce au rămas până azi. Documentul Andreian menționeaza că aici s-a găsit o monedă cu inscripție slavonă, ceea ce poate duce la concluzia că biserica a aparținut românilor, măcar într-o anume perioadă.
De acest locaș se leagă un eveniment de însemnătate majoră pentru sat. Înainte de 1700 ar fi avut loc o invazie tătară pe Valea Almașului și-n aceste circumstanțe localnicii au fost surprinși în biserică. Tătarii ar fi incendiat-o, pricinuind moartea lor. Stau mărturie fragmentele de oseminte umane și dinți descoperite la săpături sumare. Documentul Andreian arată că după anul 1800 se mai păstrau porțiuni de ziduri, iar domnii locului i-au obligat pe țărani să care pământ și să acopere osemintele.
Locuitorii care au supraviețuit acestui eveniment s-au strămutat între păduri, în locul numit până azi Sânmihael, beneficiind, probabil, de serviciile religioase ale preoților din cele două sate apropiate, Bercea și Sântă-Mărie. Așa se explică faptul că la recensământul din 1702 (?) lipsesc datele referitoare la Sânmihaiu-Almașului; așa putem înțelege de ce satul s-a numit până în jurul anului 1900 Puszta-Szentmihai sau Sânmihaiu Desiert (Pustiu).

#### O biserică de nuiele
După o perioadă relativ indelungată, in 1737, locuitorii au revenit pe vatra vechiului sat, așezandu-se și construindu-și case pe locul ce acum se cheamă Din Sus de Sat. Aici și-au ridicat in grabă biserica numita “de nuiele”, pe pământul Păușanului, lângă Fântana Litii. Locul este azi proprietatea descendentei acelei familii, Bodea Maria a lui Goga.
Biserica avea pereții din ramuri mari și groase din salcie, petrecute ca o împletitură între stâlpii de lemn. Acestora li s-a aplicat, in interior și exterior, straturi de pământ înmuiat și ulterior întărit. Până târziu, după 1900, s-a păstrat cheia de lemn a acestei biserici pe care era inscripționat anul 1737.
Odată cu pătrunderea influențelor catolice in acest sat, credincioșii ortodocși sunt deposedați de această biserică, fiind nevoiți să-și oficieze sfintele slujbe in șura Păușanului, aflată-n apropiere.
În 1737 se așază ca preot în sat Andrei Petru, frate geamăn al lui Andrei Pavel, trimis, tot ca preot, în Sântă-Mărie. Andrei Petru a venit din Gălpâia, dupa cum reiese dintr-o însemnare pe o carte bisericească, citată de Documentul Andreian. Păstorirea lui este una intens pro-catolica.

## Starea actuală
Starea actuala a bisericii impune o reparație urgentă, mai ales a acoperișului. Slujbele sfinte nu se mai oficiază aici, nici măcar ocazional.
Cu toate că a fost grav deteriorată, se mai păstrează din vechea pictură anumite scene biblice și chipuri de sfinți.
În biserică au existat mai multe sfinte icoane de o vechime și valoare excepționale. În timpul preotului Barbu Flaviu, câteva din ele au fost furate și de-atunci nu se mai știe nimic de ele. Doar o știre neconfirmată spune ca făptașii ar fi fost prinși la granița de vest, iar icoanele ar fi intrat in custodia Muzeului Țării Crișurilor din Oradea. Icoanele rămase au fost predate Protopopiatului Ortodox din Zalau și se găsesc acum in depozitele legale de patrimoniu imobil.
Cărțile vechi de cult au stat o vreme în depozitul Protopopiatului, apoi au fost strămutate și ele la depozitul legal.

## Șirul de preoți
Andreiu Petru este cel dintâi despre care avem știri. În 1737, locuitorii satului au revenit din locul de strămutare și s-au așezat pe vechea vatră. În același an, Andreiu Petru vine din Gălpâia și începe să păstorească în Sânmihaiu Almașului. Împreuna cu fratele său geamăn, Andreiu Pavel, au fost innobilați cu titlul "de Mohaci". Descendenta lor, Margareta Buteanu din Cluj Napoca, își aducea aminte de blazonul nobiliar, care se mai păstra în copilăria ei.
Andreiu Petru se retrage, probabil din cauza vârstei înaintate, în 1752. Nu se cunoaște anul morții.
Andreiu Toma, fiul lui Andreiu Petru, a fost hirotonit în 1752 "marți după Pasci". I s-au născut cinci fete, de aceea a ales pe fiul nașului său, Hara Gligorașiu, ca successor al său. Mai târziu, lui Andrei Toma i s-au născut doi fii: Ioan Andreiu, care a devenit cantor și Petru Andreiu, hirotonit preot.
Andreiu Petru s-a născut în 1771, iar la vârsta de 40 de ani, în 1811, a fost așezat ca preot în localitate. A decedat în 1851.
Andreiu Filimon, fiu al lui Petru, s-a născut în 1798. În 1822 a fost hirotonit și a păstorit împreună cu tatăl său până la moarte, în 1847. Nu a avut urmași.
Între fiii lui Andrei Petru s-a numărat și Andreiu Todor, "vredniculu cantoru a lu St. Mihaiului ce au reposatu în 1875". A avut nouă fii, prin care se va continua șirul preoților din neamul Andrei.
Andreiu Văselia s-a nascut în 1827 și s-a căsătorit cu Maria Coroianu, fiica protopopului din Așchileu Mare, azi județul Cluj. În 1852 a fost preoțit, iar în 1860 a decedat.
Andreiu Gligoria i-a urmat în preoție fratelui său Văselia. S-a născut în 1830, iar mai târziu s-a căsătorit cu Todora Mureșianu din Păușa. A fost hirotonit în 6 august 1862, dar a decedat în același an.
Ioan Andreiu, frate cu Văselia și Gligoria, s-a născut în 22 ianuarie 1829. În 1864 a fost hirotonit preot, păstorind în Sânmihaiu Almașului până în 1883, când se mută în Chichișa, lăsând ca urmaș pe fiul său Ioan Andreiu jr. Este autorul însemnărilor din care au fost extrase aceste date, scrieri care au căpătat ulterior denumirea de "Documentul Andreian".
Ioan Andreiu jr. s-a născut la 4 noiembrie 1858. În 1883 a fost hirotonit și așezat ca preot în localitare. A decedat în 1908, fiind înmormântat în partea de sud-est a bisericii de lemn.
Mureșan Patriciu a rămas în memoria oamenilor ca “popa din Chilioara”. A pastorit între anii 1908-1919.
Andrei Victor a păstorit între anii 1919-1924. A trăit după aceea în Zalău, unde are urmași.
Groza Todor a păstorit între anii 1924-1927. A fost un om cu o cultură aleasă.
Tămășan Virgil a păstorit nu mai puțin de 35 de ani, între anii 1927–1962. A făcut studii la Blaj și a fost unul din fruntașii Partidului Național Țărănesc, apropiat al lui Iuliu Maniu, care l-a vizitat de mai multe ori în Sânmihaiu Almașului.
Vlaicu Patriciu a păstorit între anii 1947-1970. Sub păstorirea sa și cea a lui Virgil Tămășan s-a construit biserica cea nouă a satului.
Următorii preoți: Barbu Flaviu, Gorcea Ovidiu, Stânean Alexandru și actualul paroh, Iovița Vasile, nu au decât legături sentimentale cu biserica de lemn.

## Imagini din interior

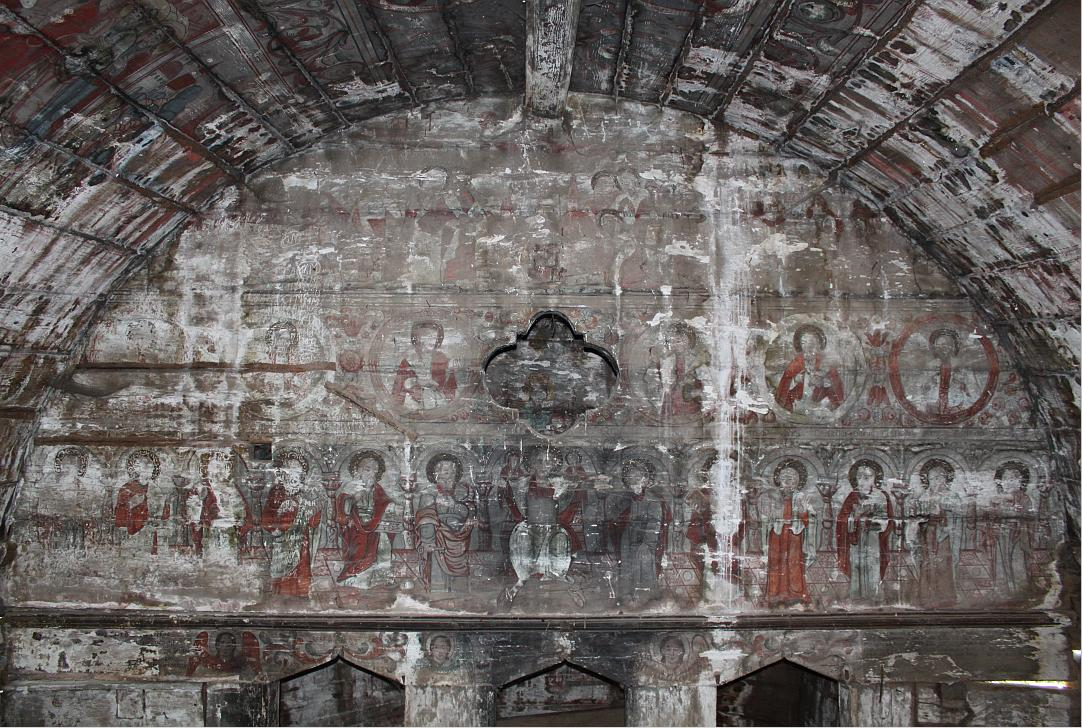
Iconostasul
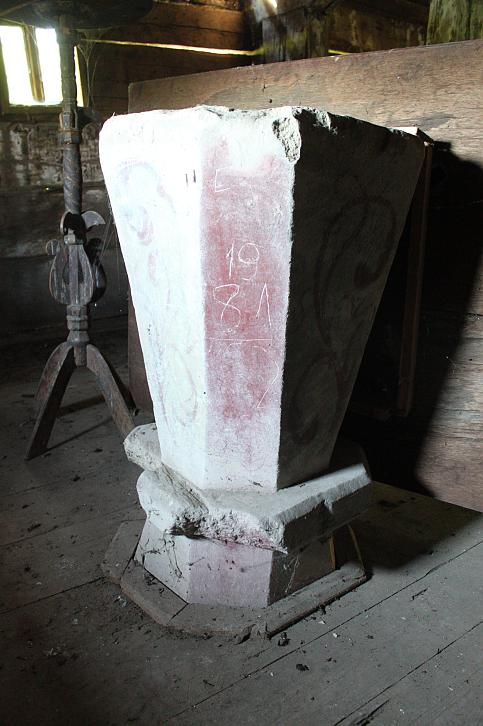
Piciorul mesei altarului
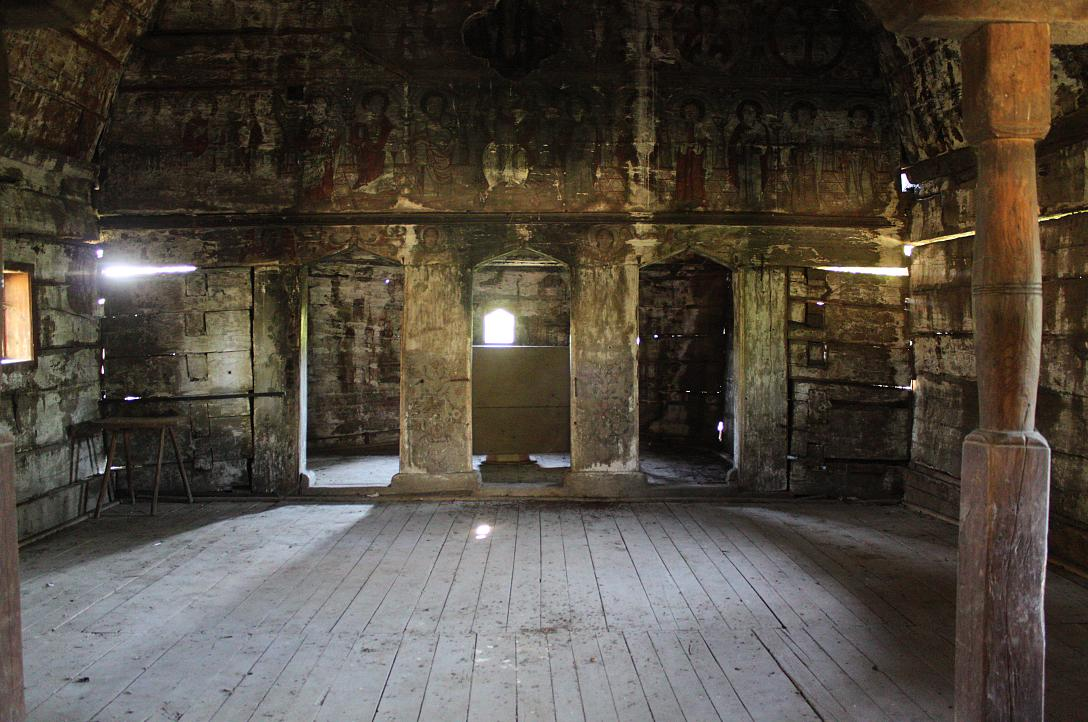
Vedere din naos spre absida altarului
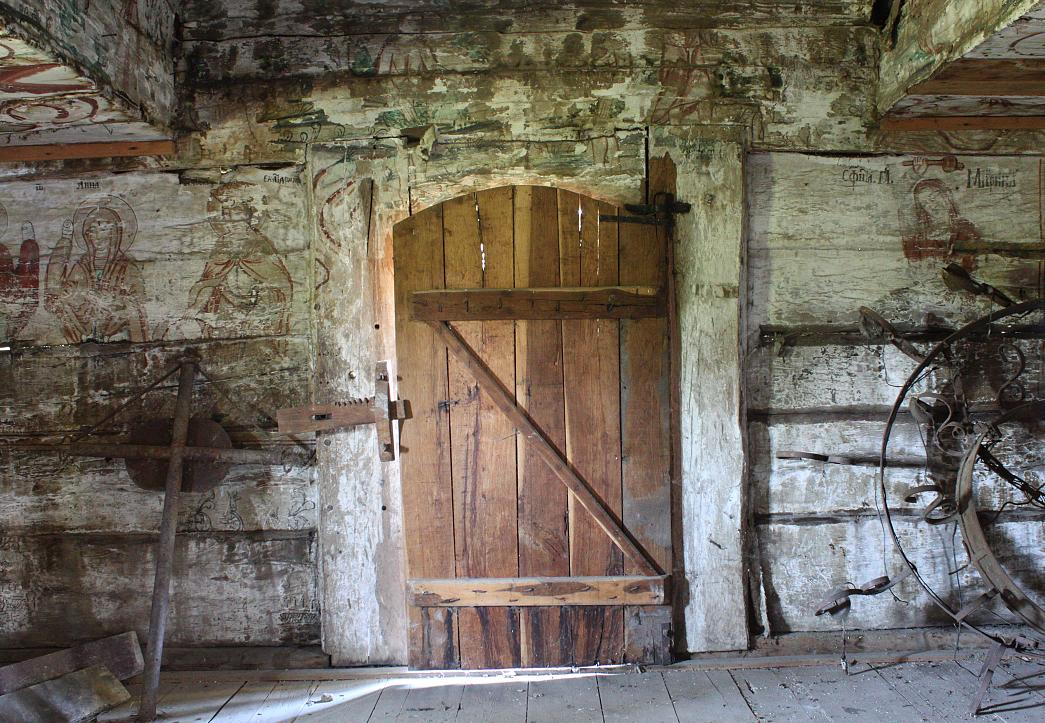
Dosul ușii de la intrare
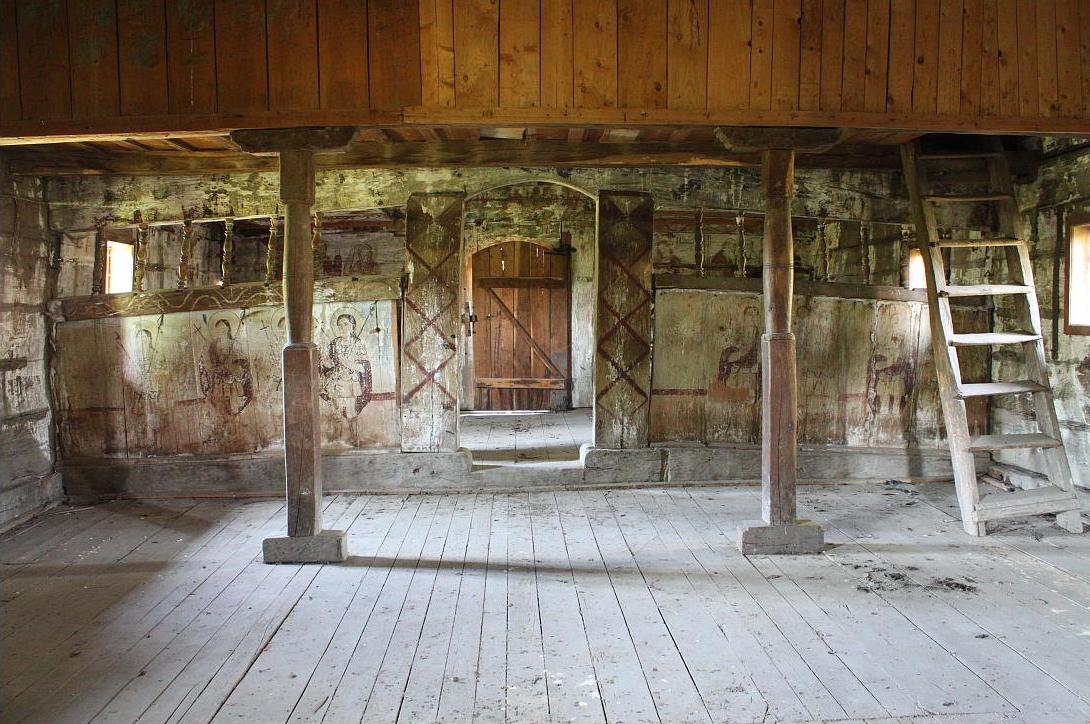
Vedere din naos spre pronaos
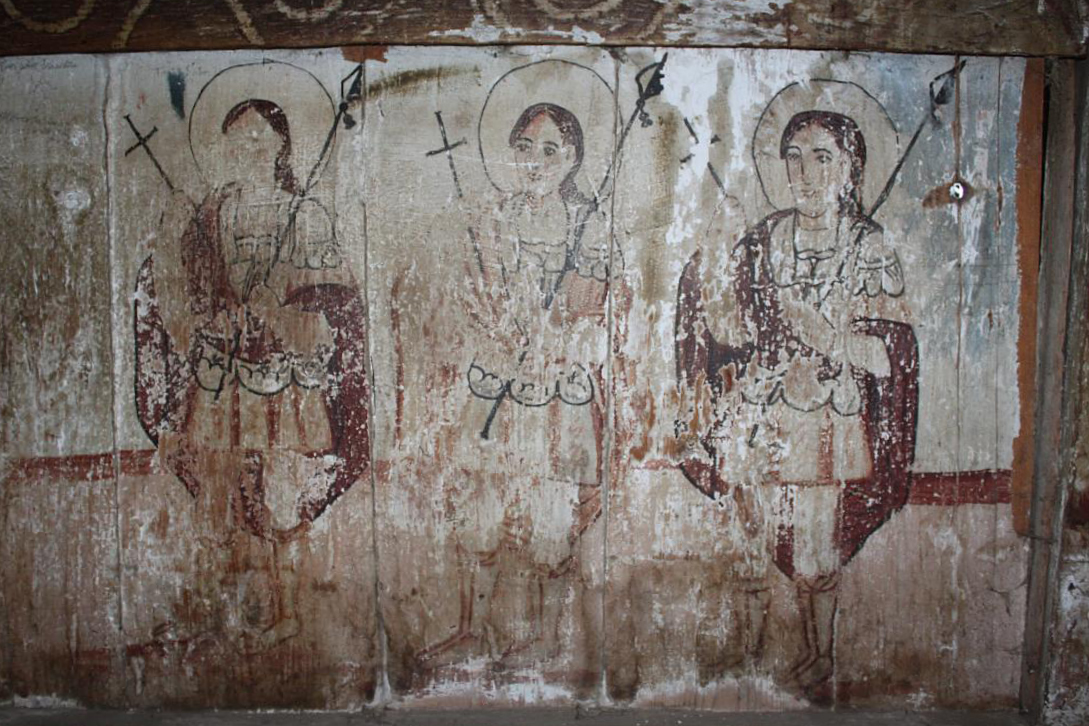
Sfinți militari
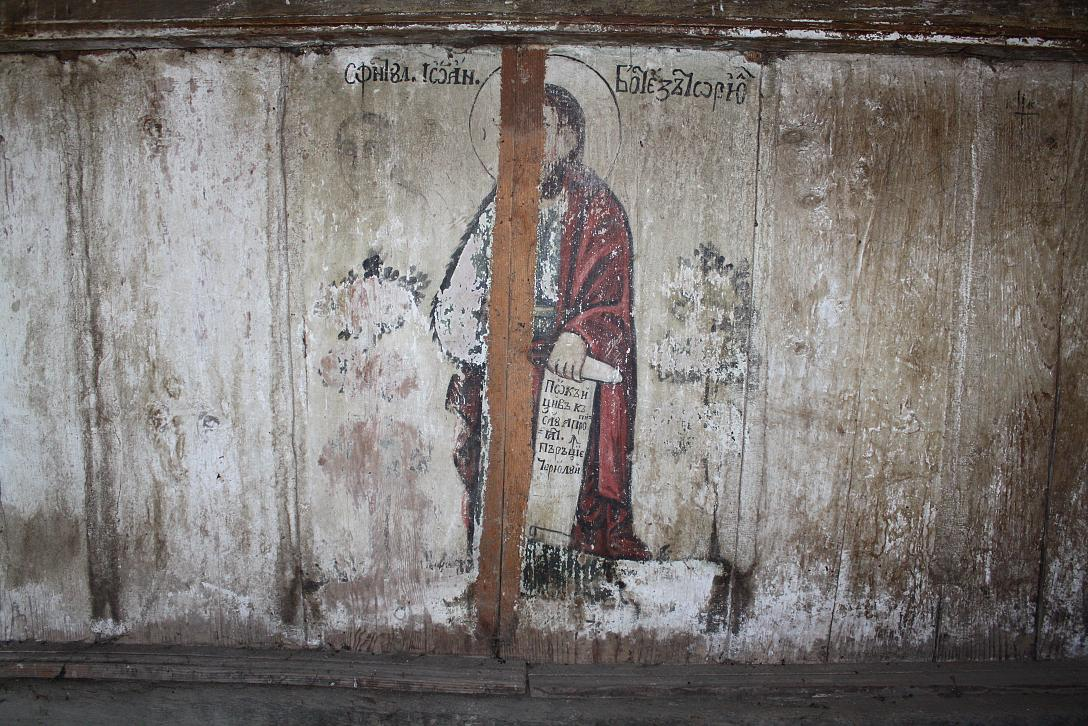
Sfântul Ioan Botezătorul
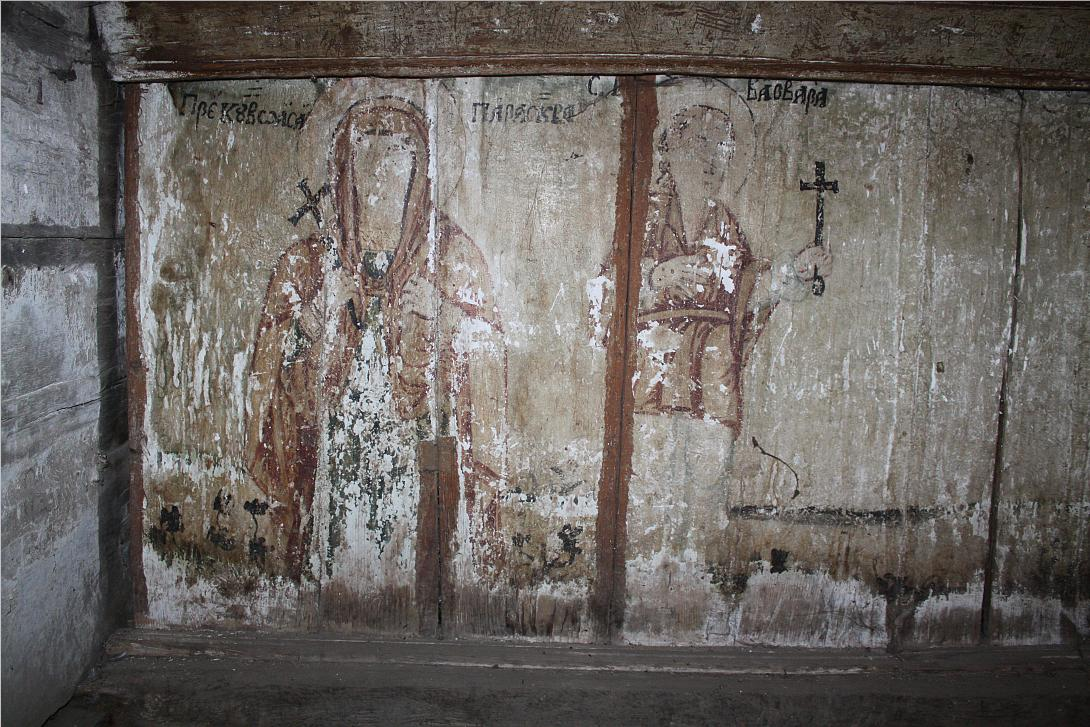
Sfintele Paraschiva și Varvara
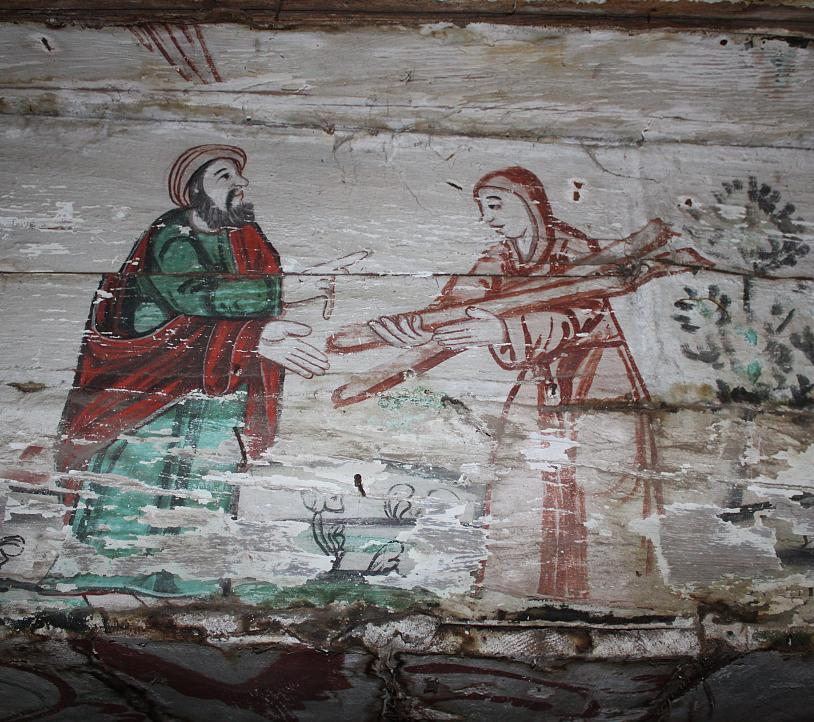
Buna samariteană
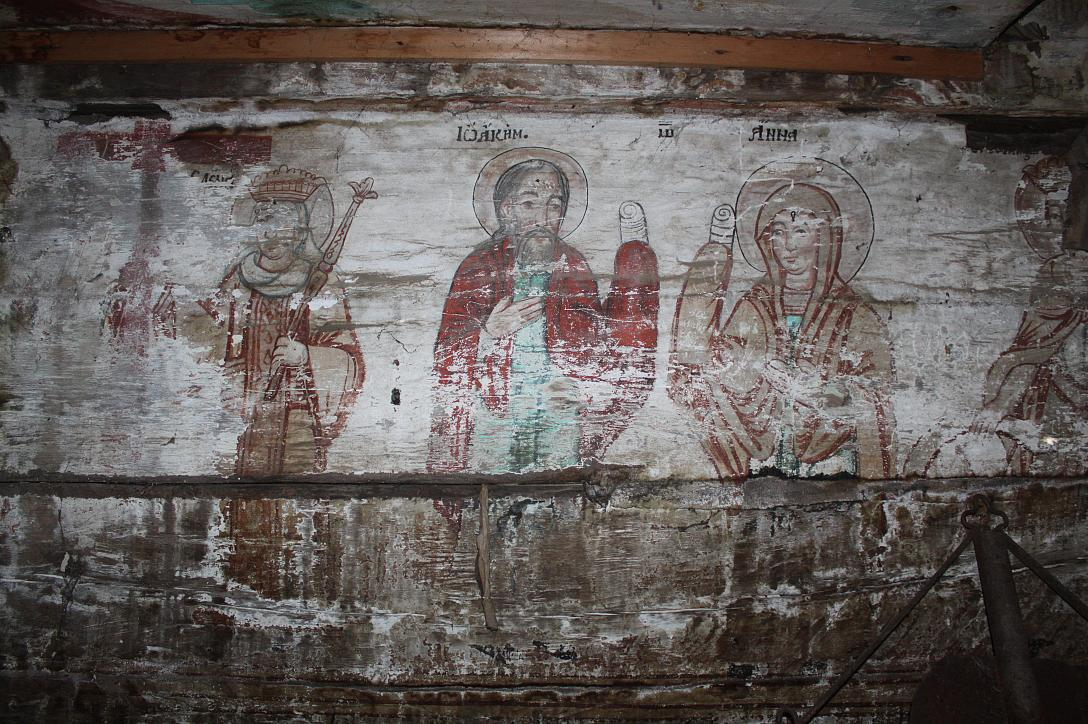
Sf. Ioachim și Ana
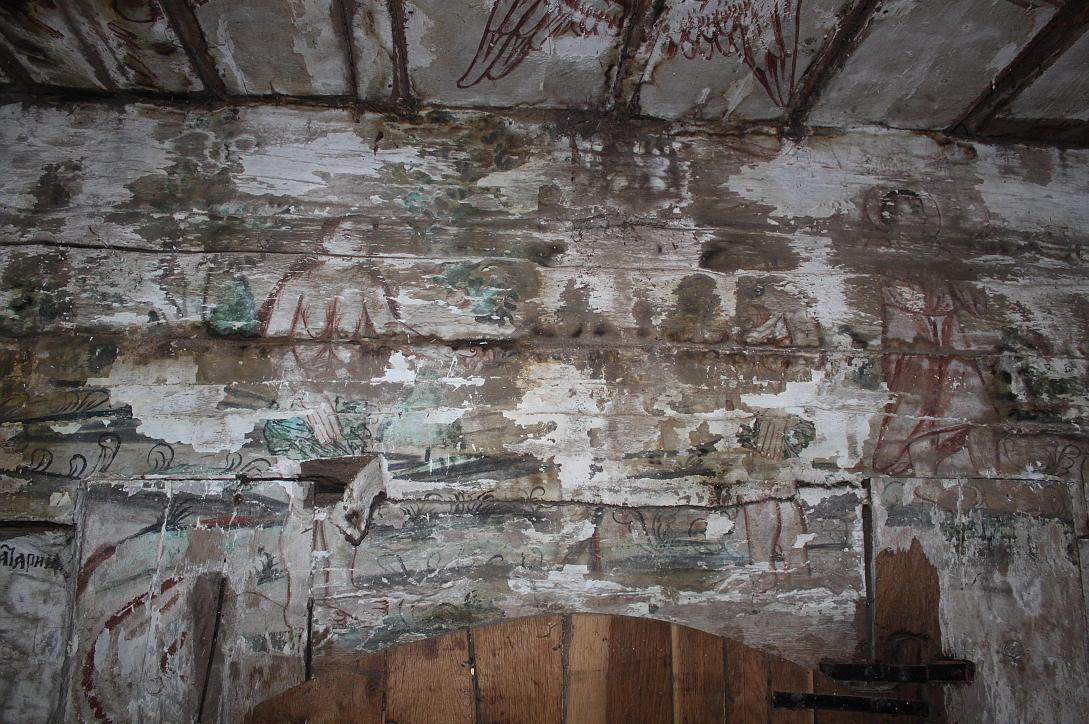
Adam și Eva
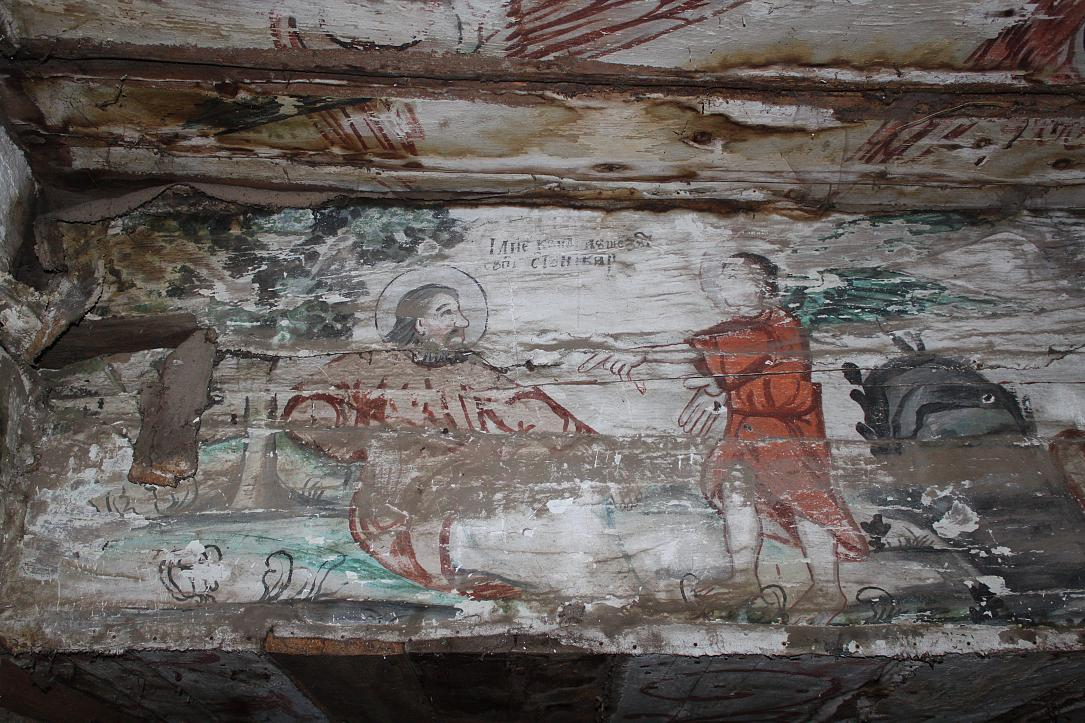
Sf. Ilie
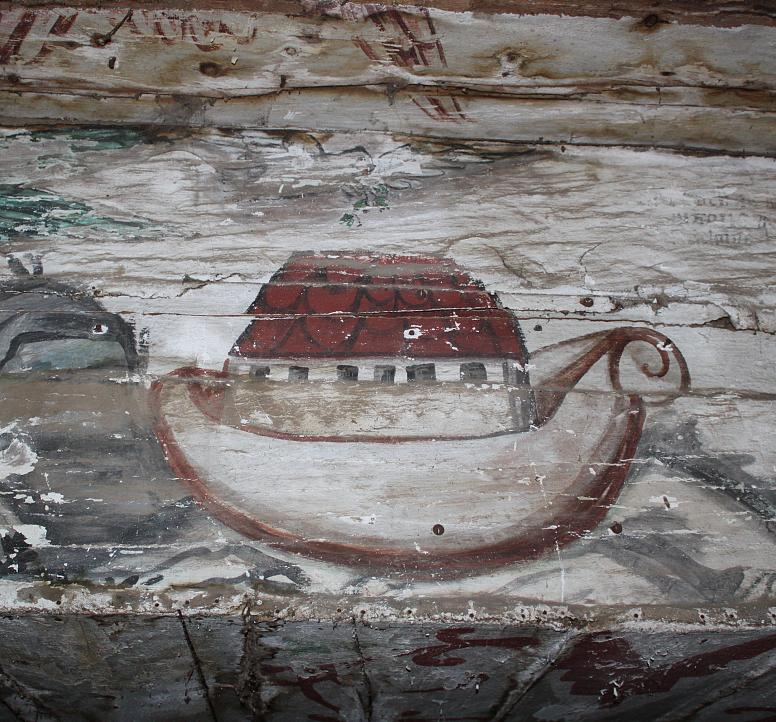
Arca lui Noe
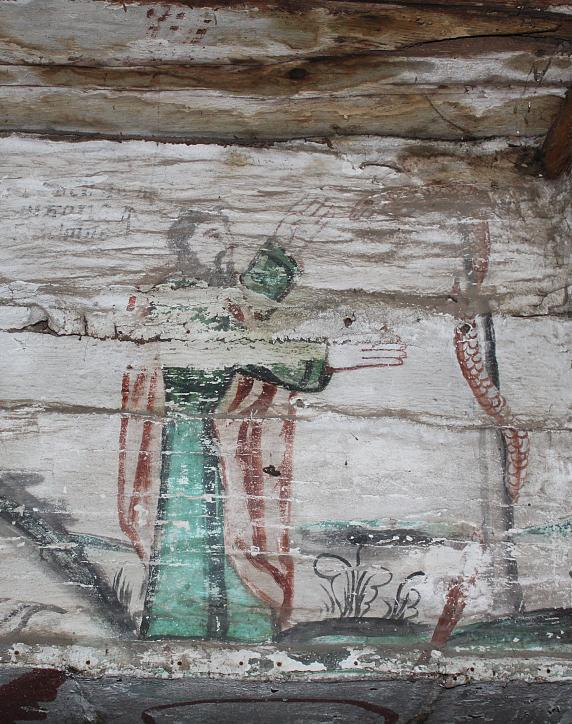
Moise și șarpele de aramă
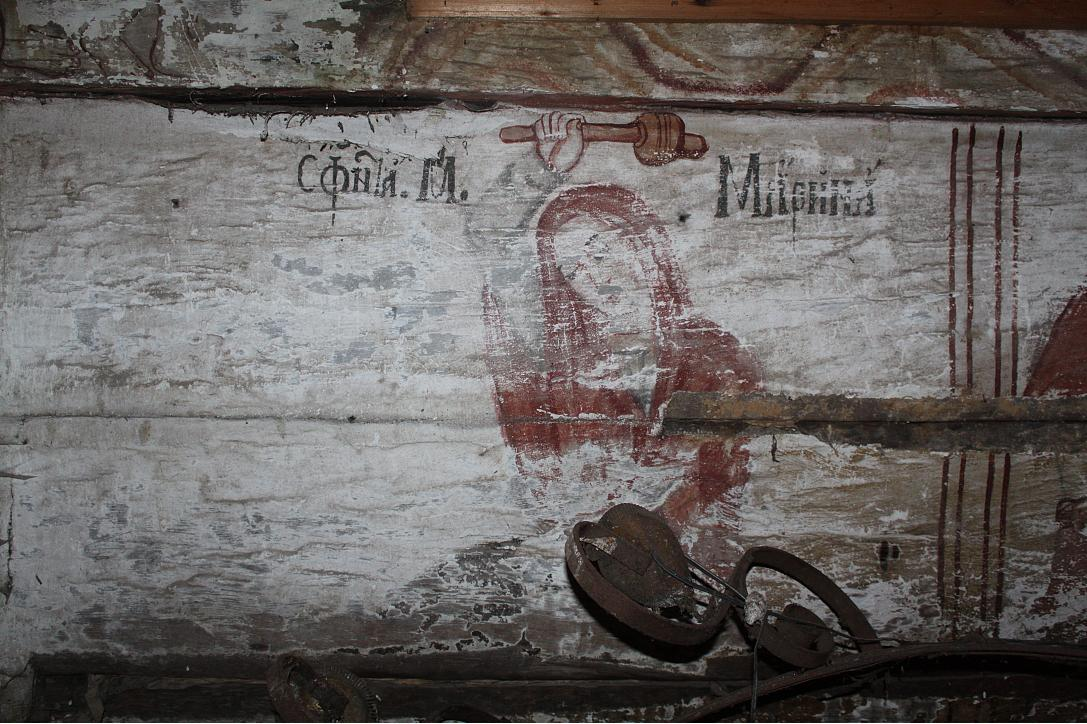
Sf. Mucenică Marina
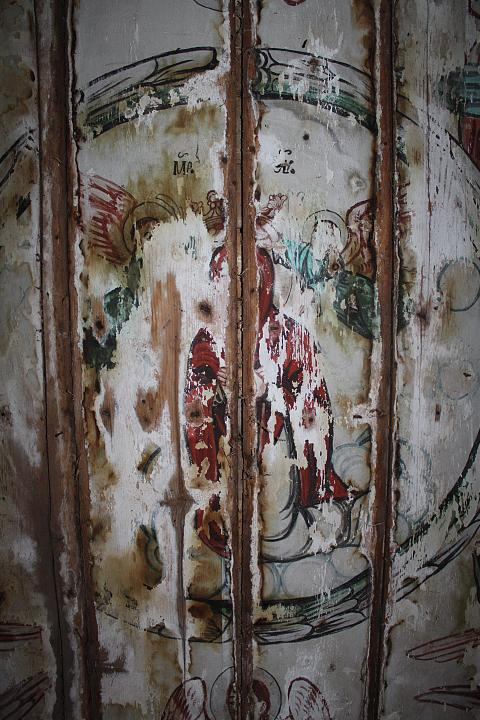
Maica Domnului - tavannul pronaosului
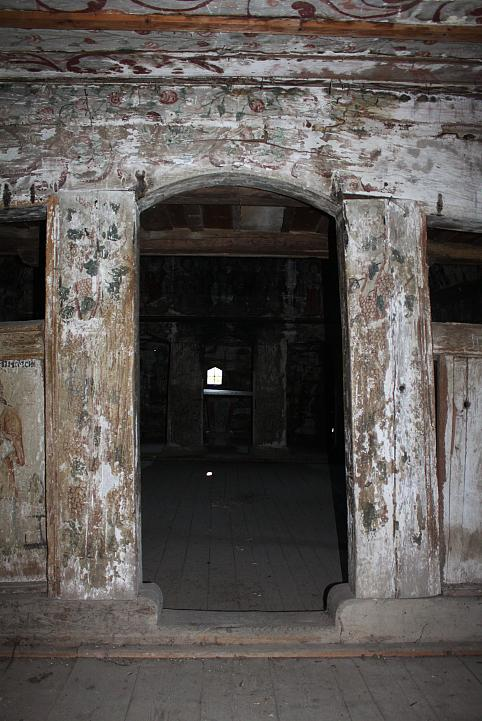
Portalul interior
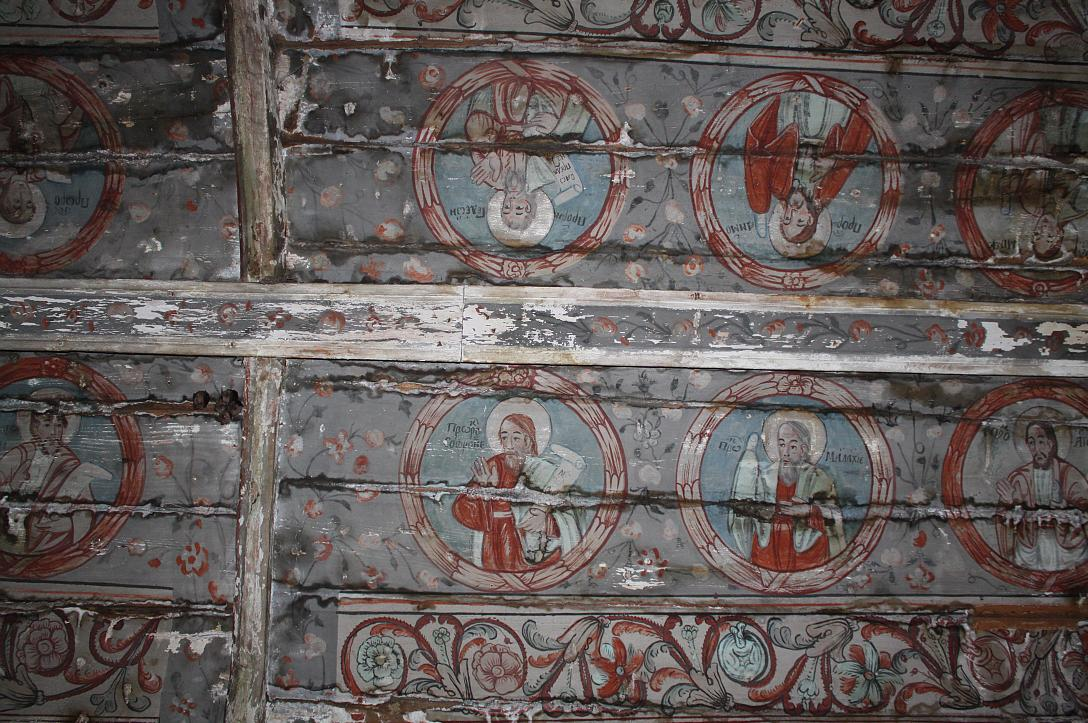
Bolta Naosului - meștergrinda
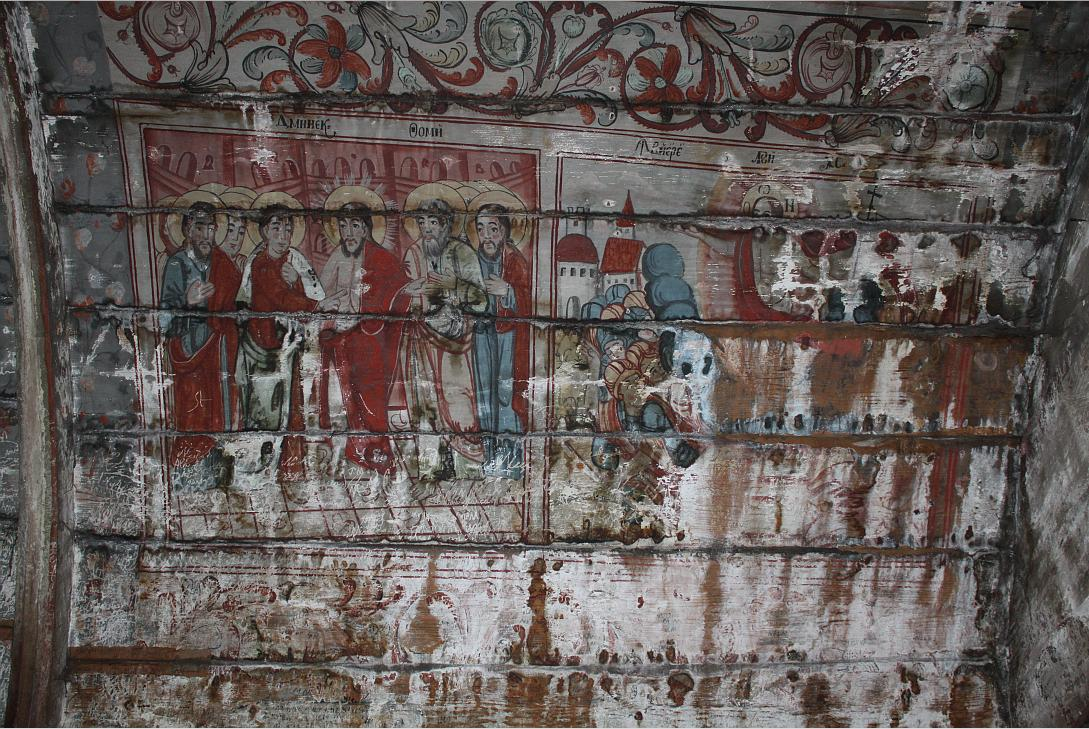
Bolta naosului - Duminica Tomii
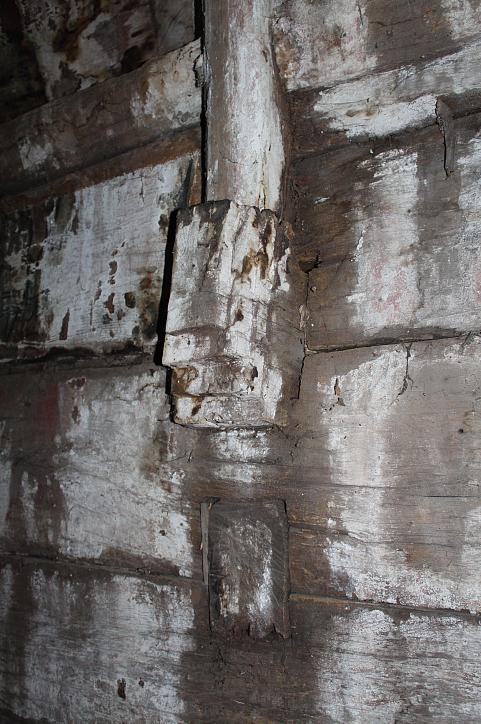
Consolă arc dublou
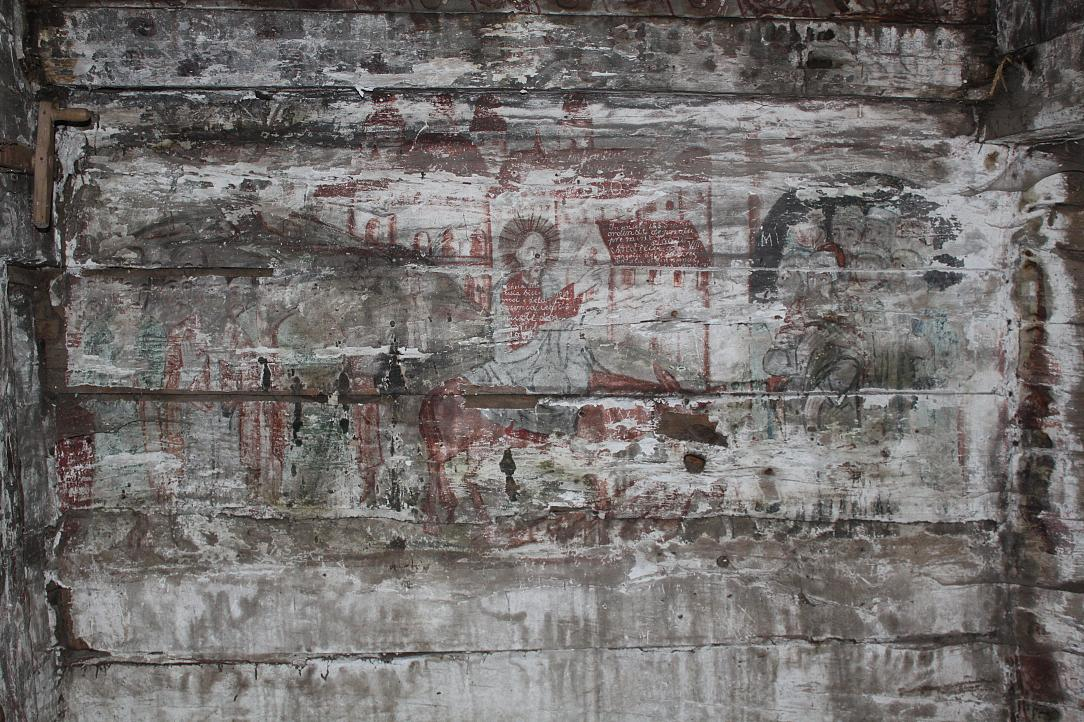
Intrarea Domnului în Ierusalim
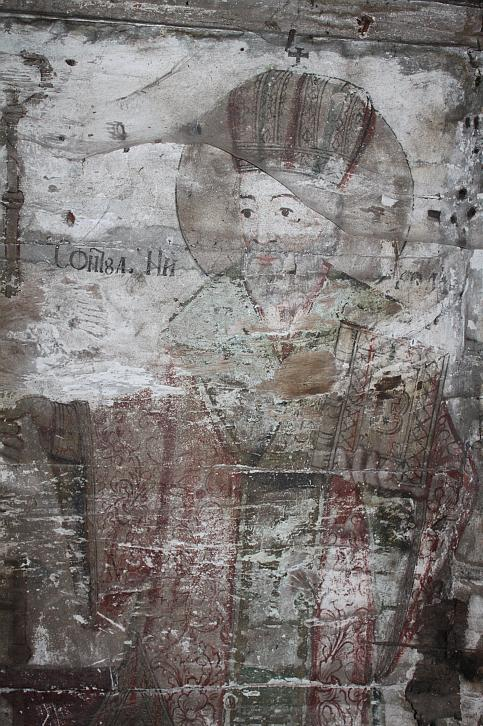
Absida Altarului - Sf. Nicolae
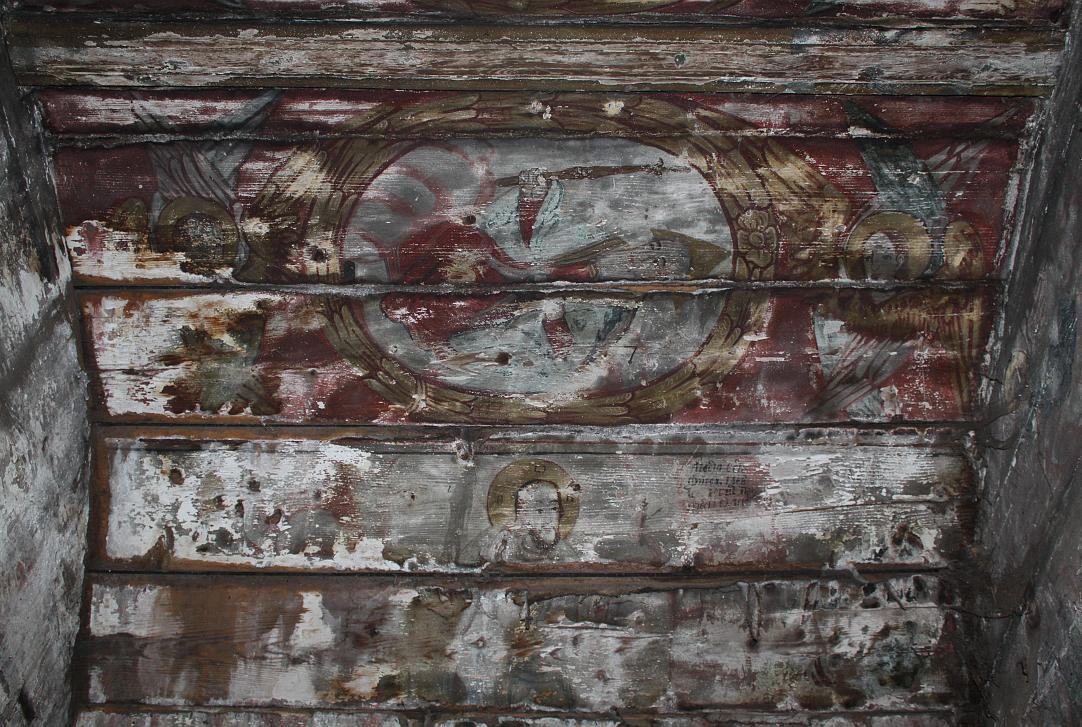
Bolta absidei - Dumnezeu Tatăl
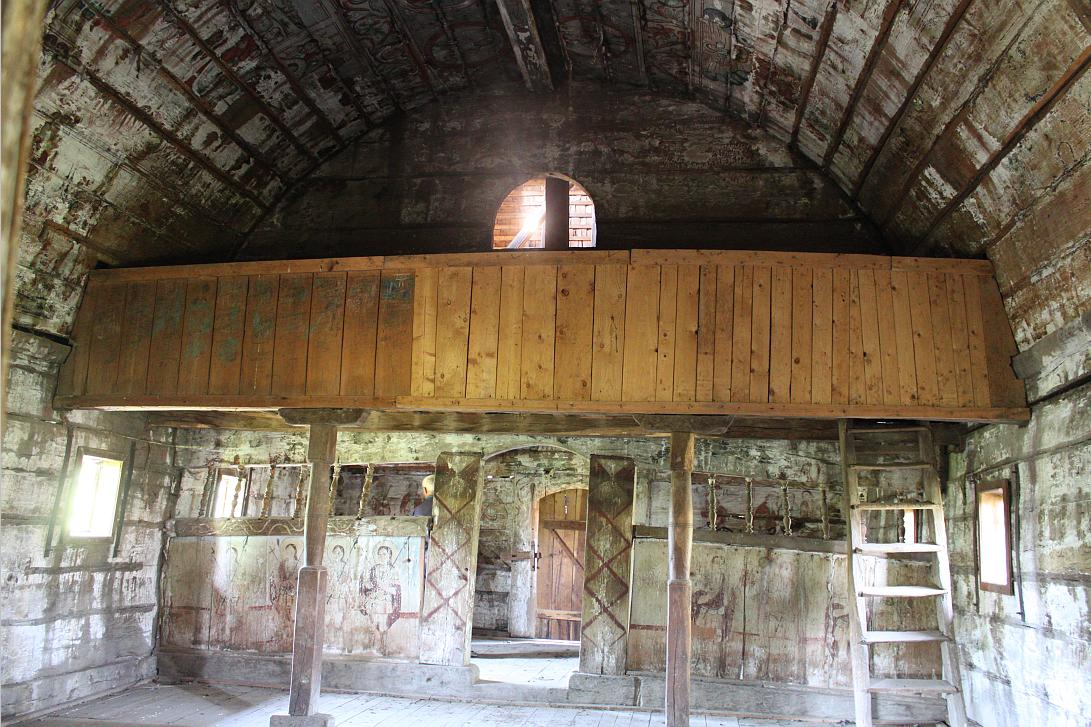
Corul bisericii

## Imagini din exterior

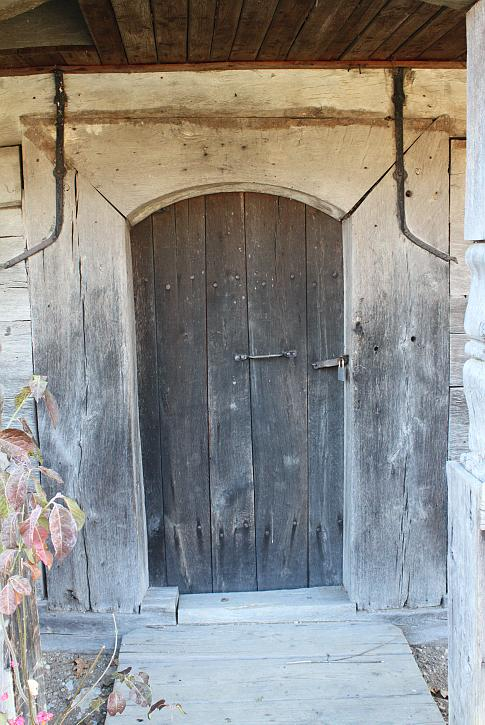
Intrarea în biserică
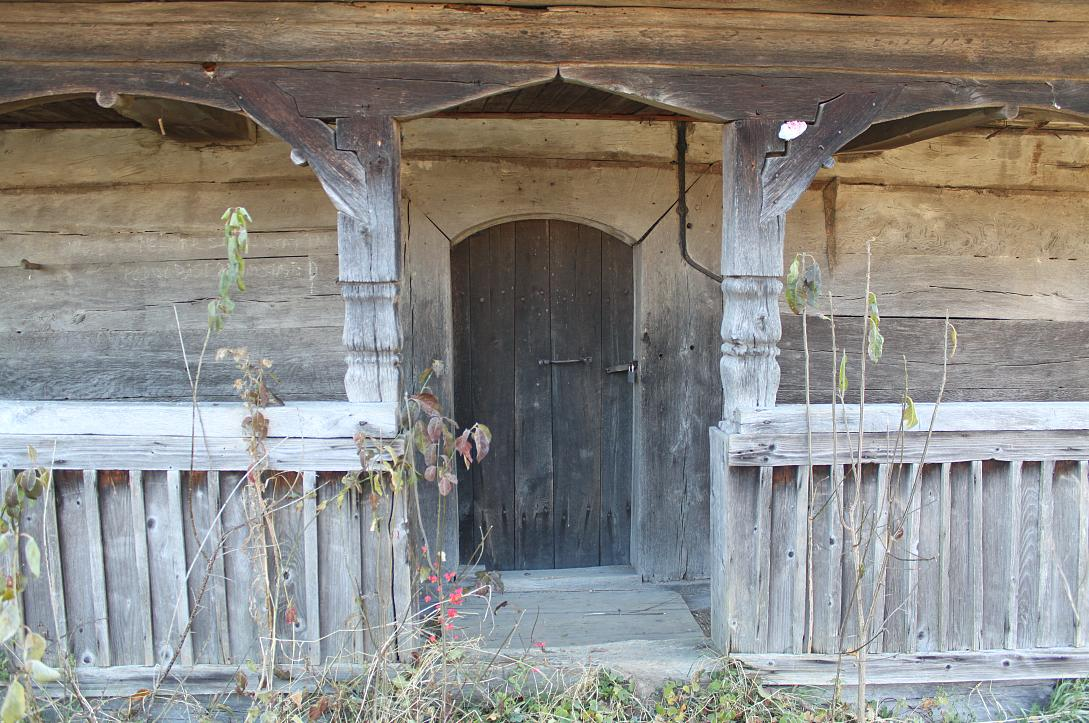
Intrarea pe prispă
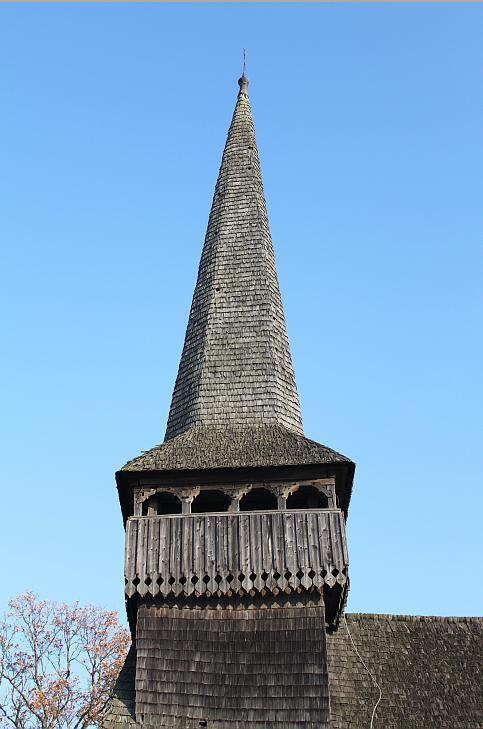
Turnul clopotniță
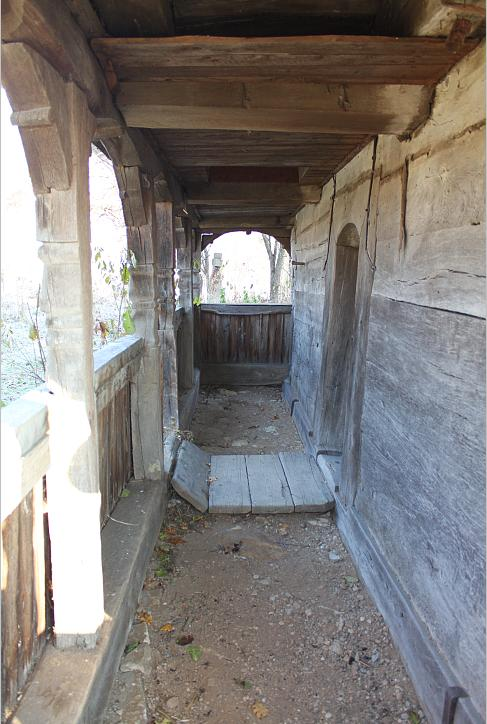
În prispa bisericii
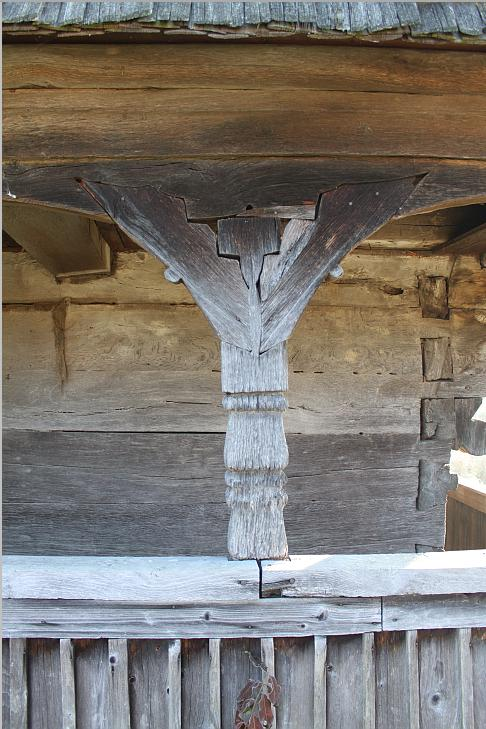
Stâlp de la pridvor
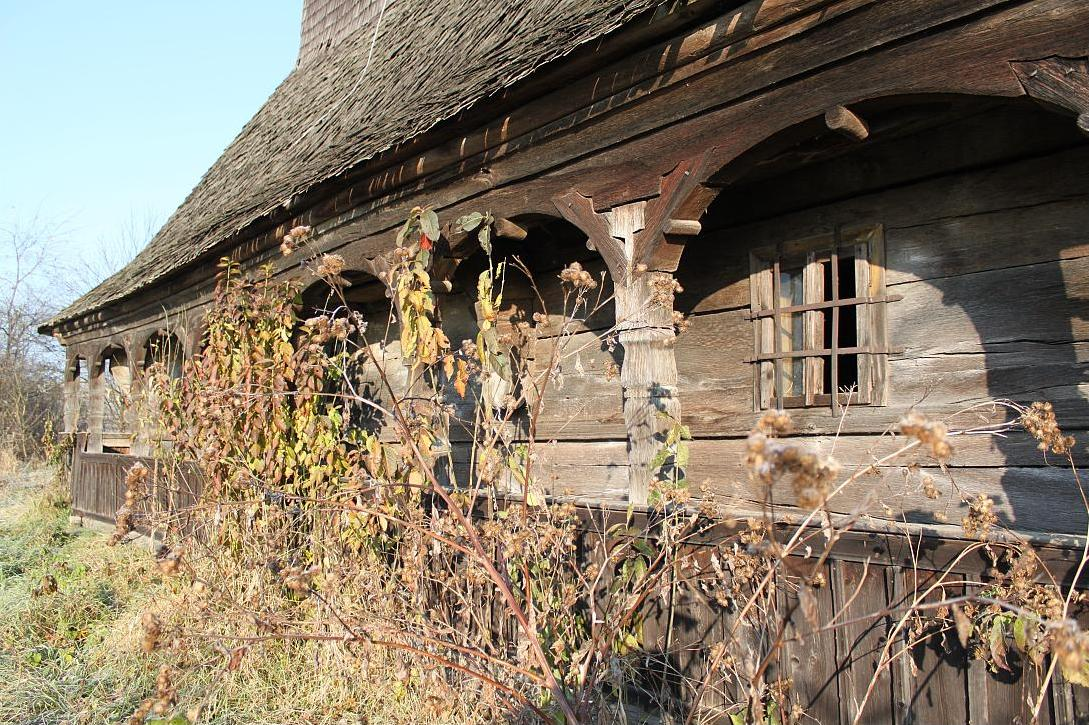
Pridvorul pe latura de sud
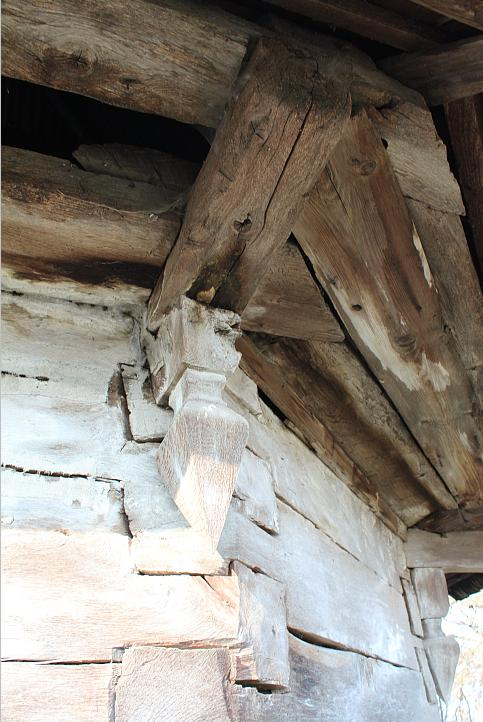
Decor consolă
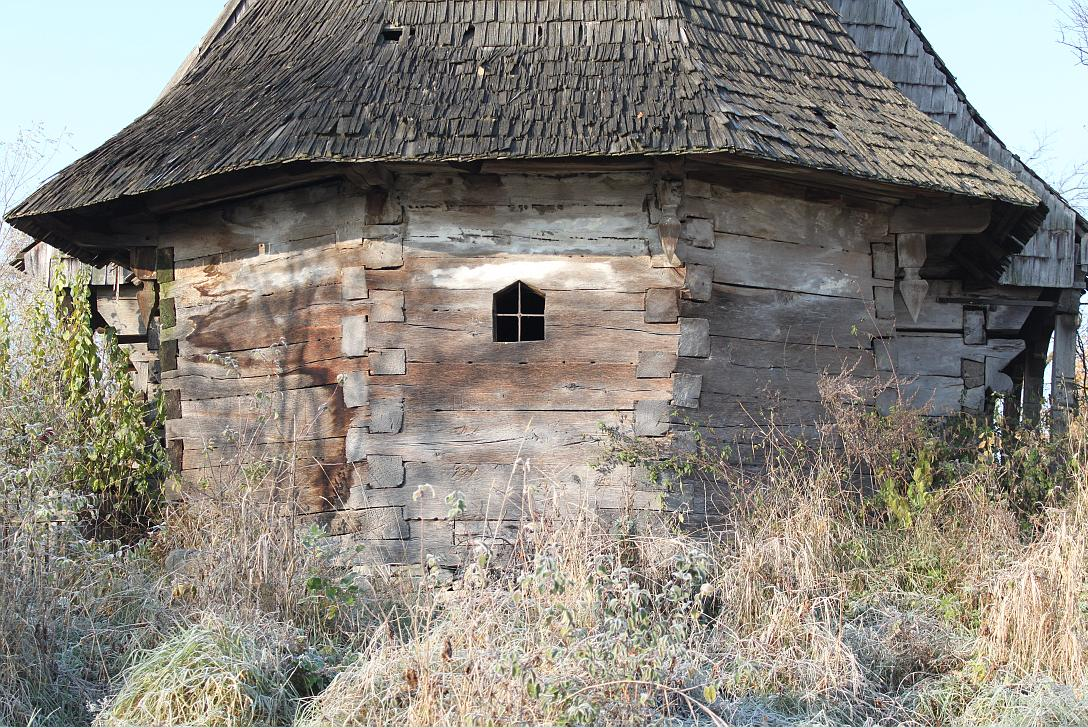
Absida altarului
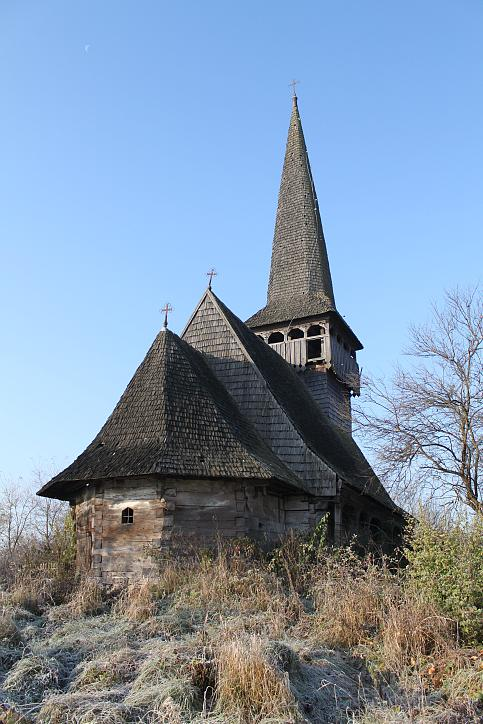
Vedere de ansamblu din nord est
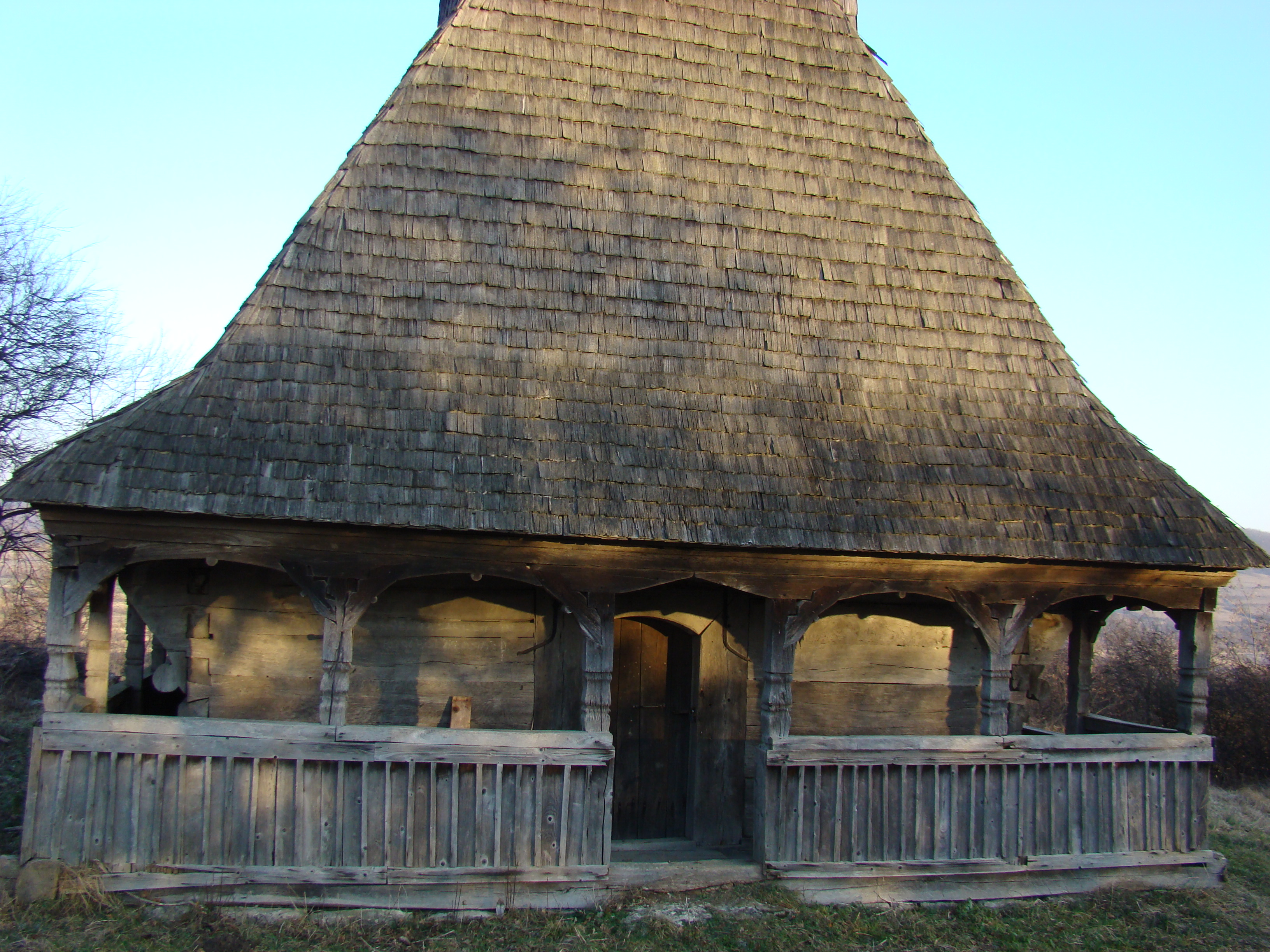
Pridvorul bisericii pe latura de vest
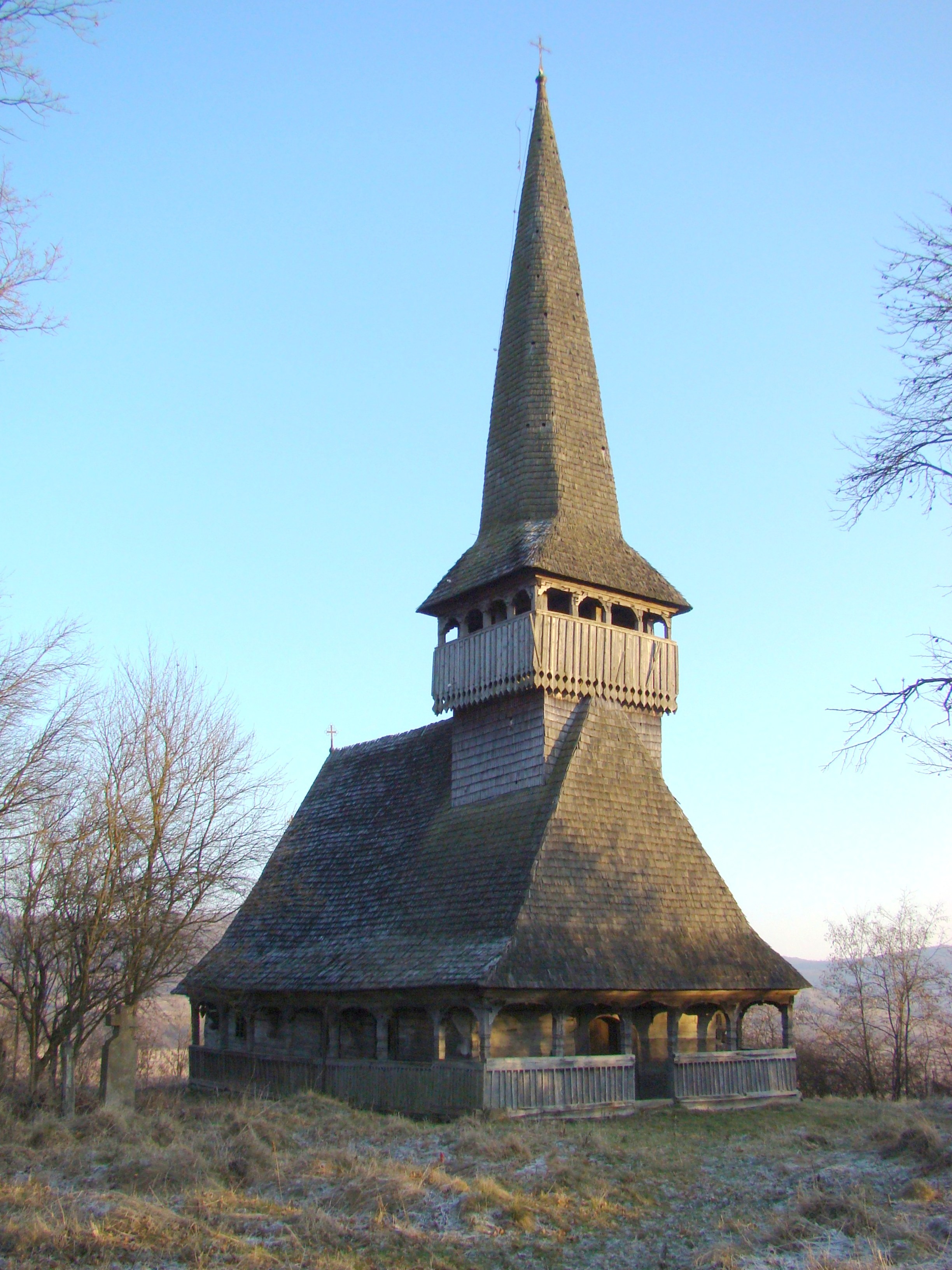
Vedere de ansamblu din nord vest
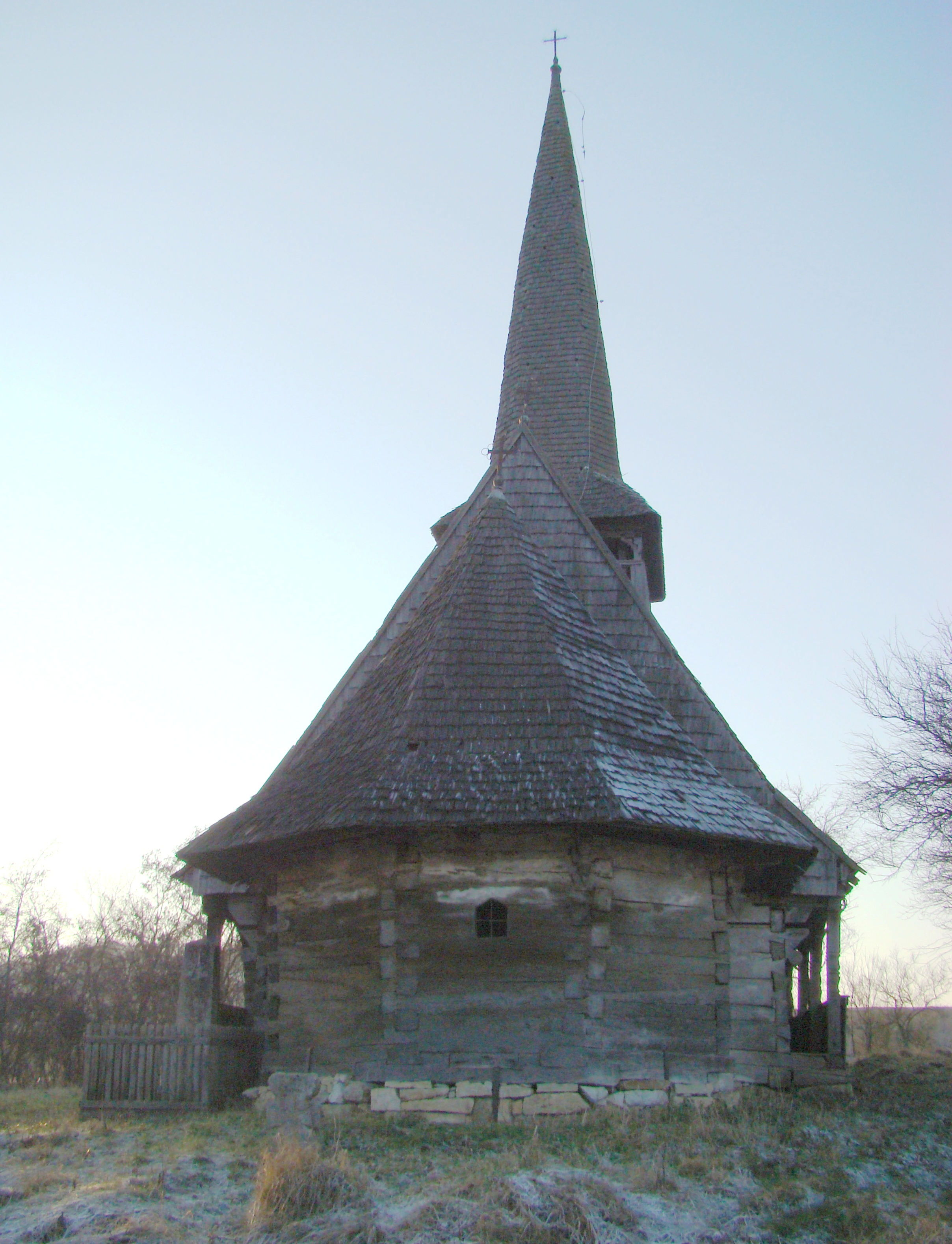
Vedere de ansamblu din est

### Biserica în timpul lucrărilor de restaurare din anul 2011

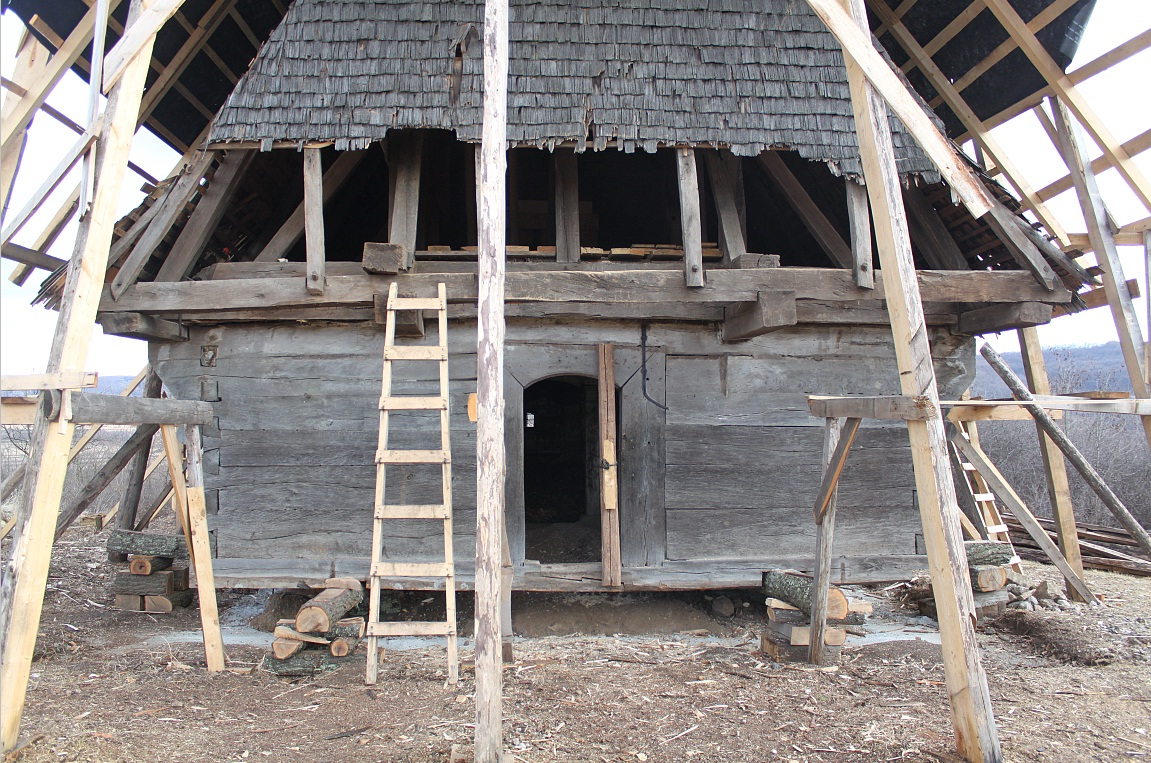
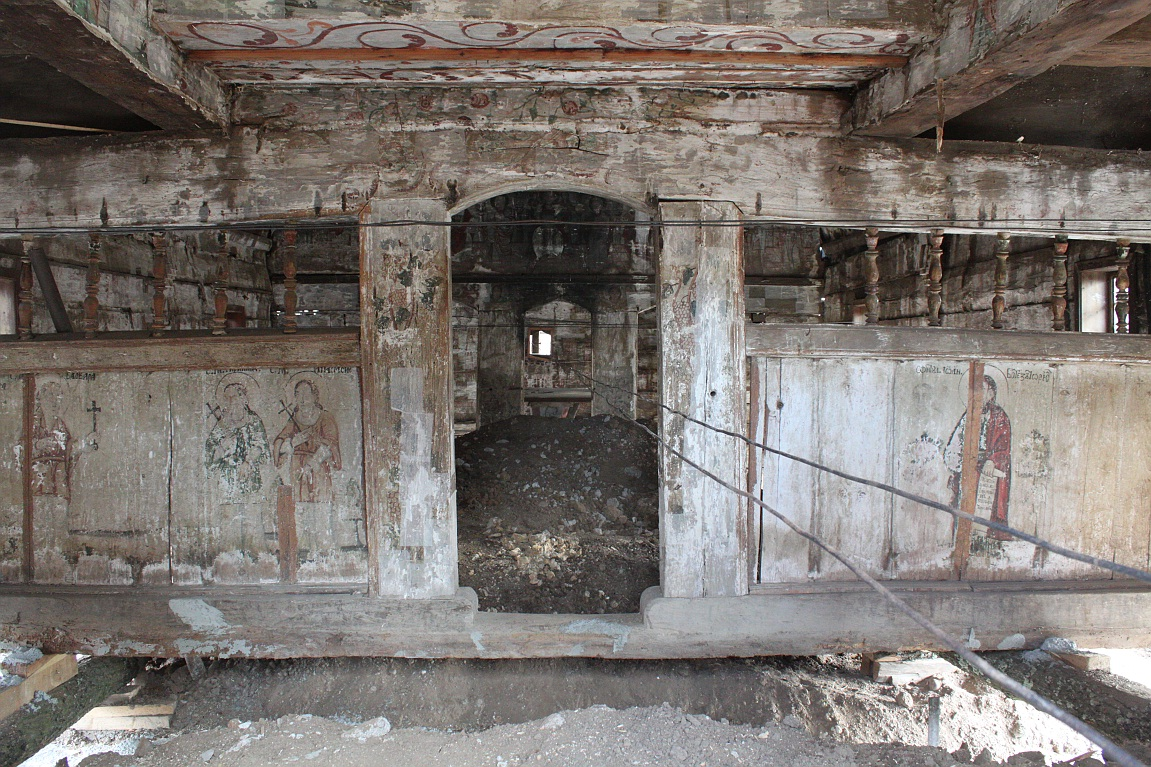
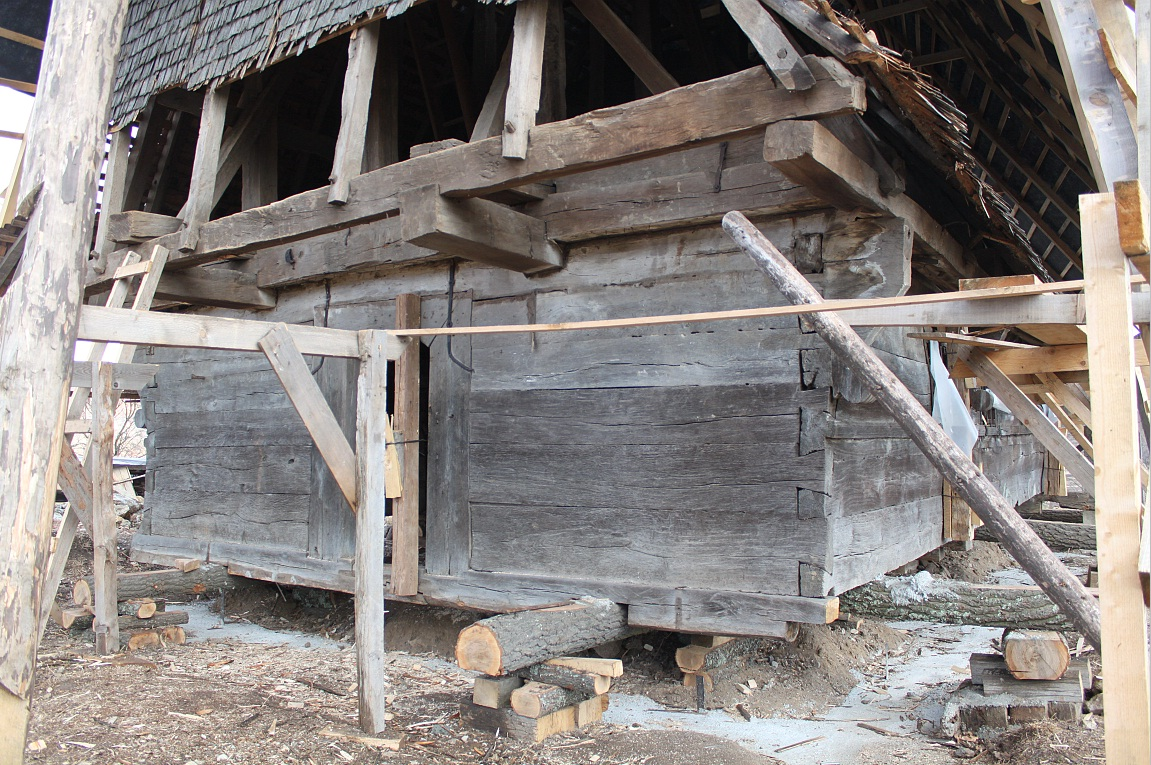
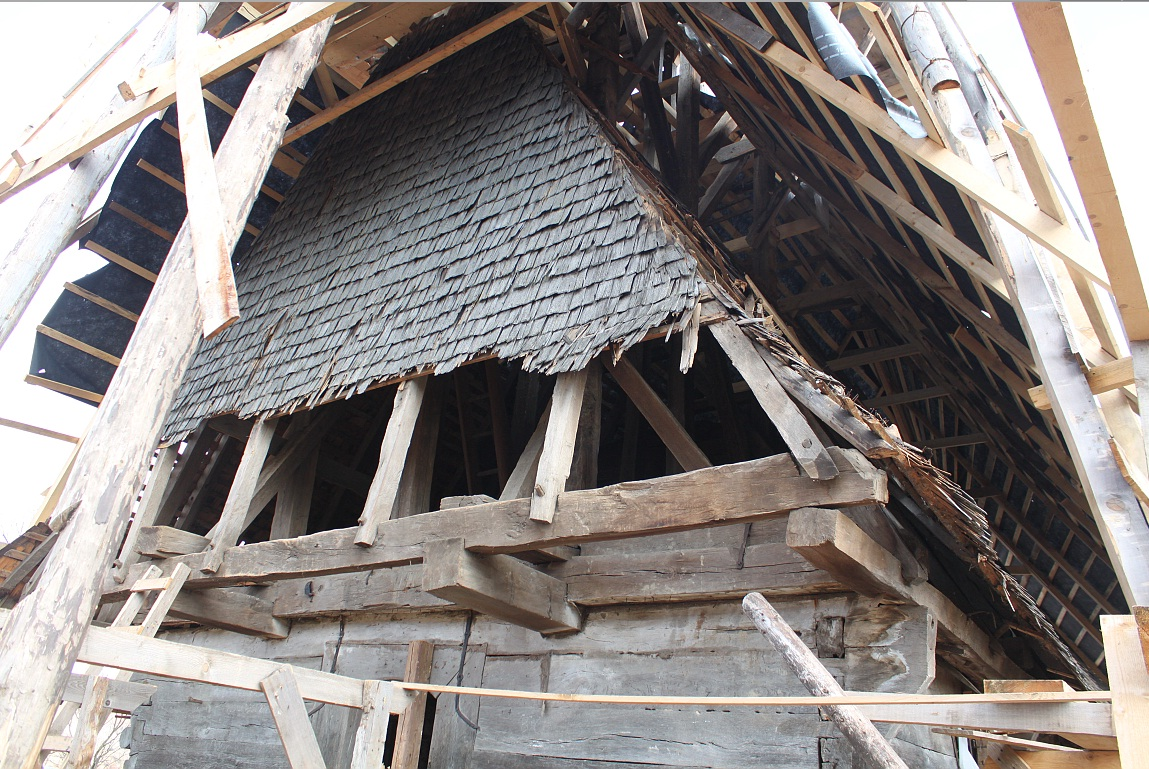
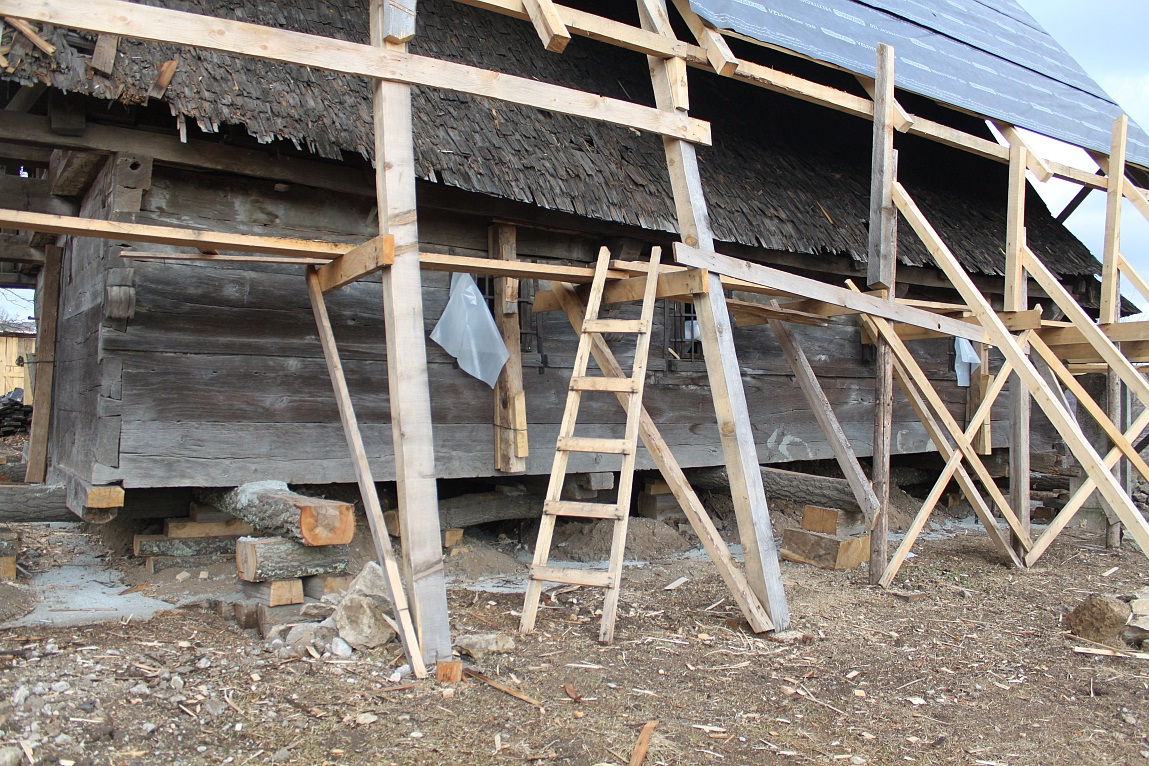
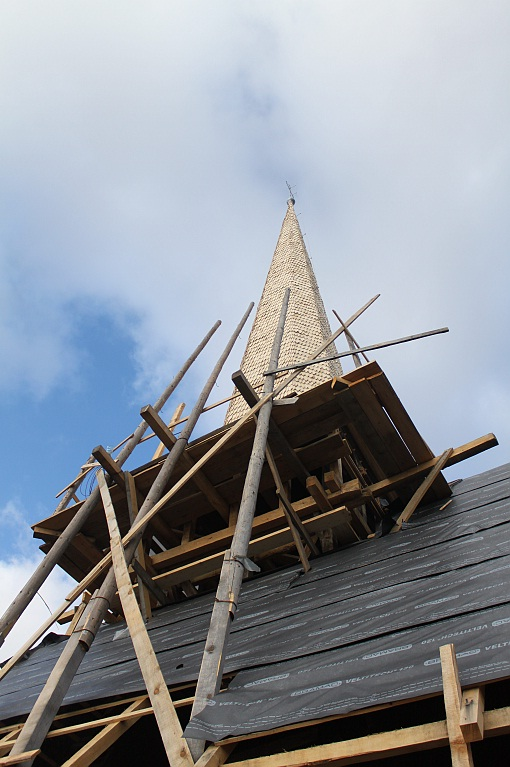
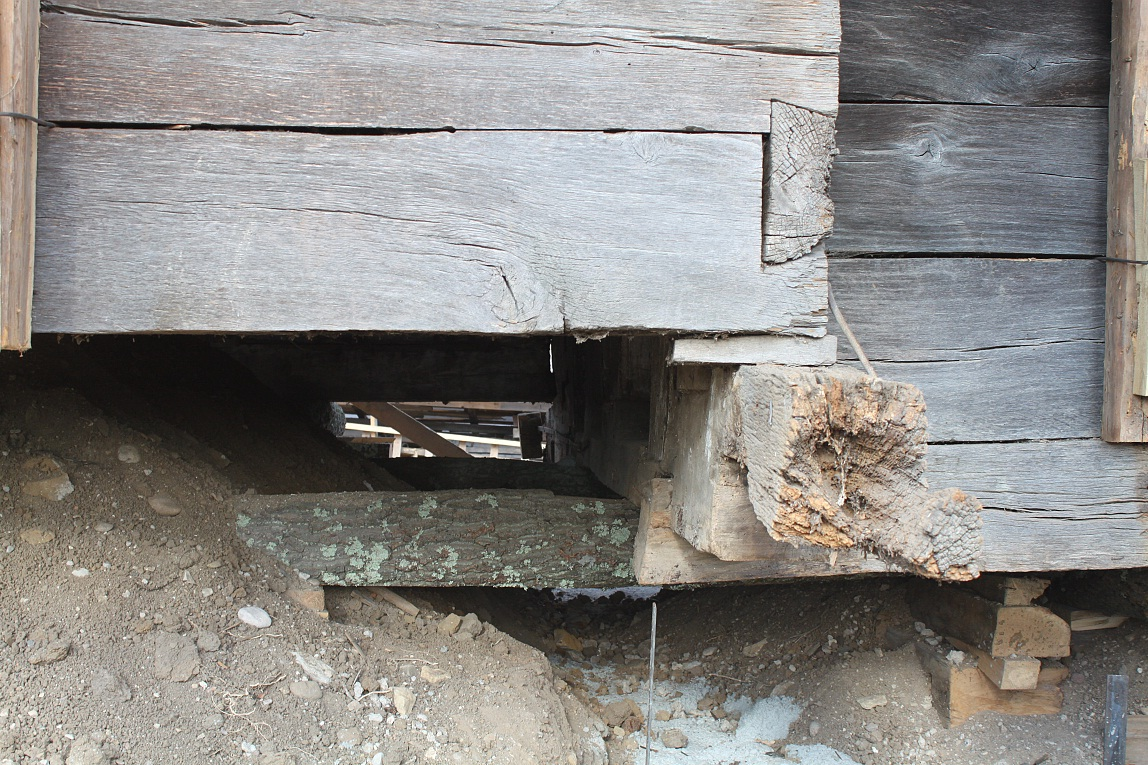
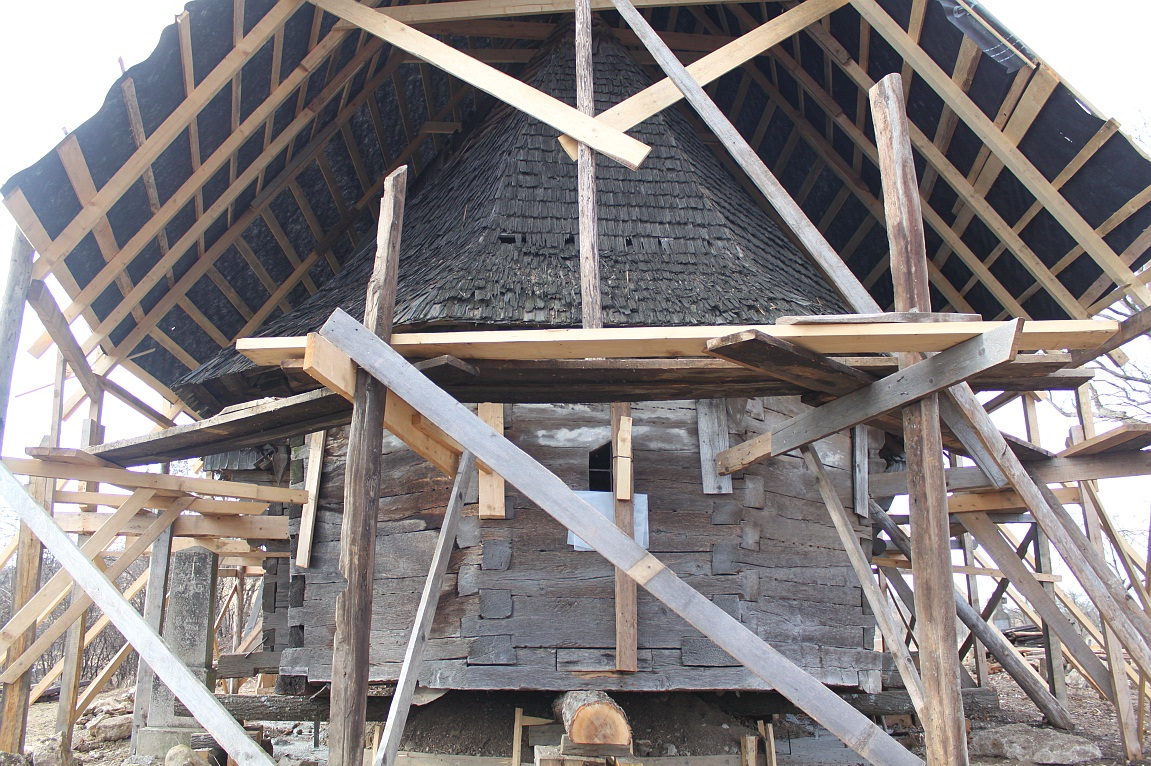
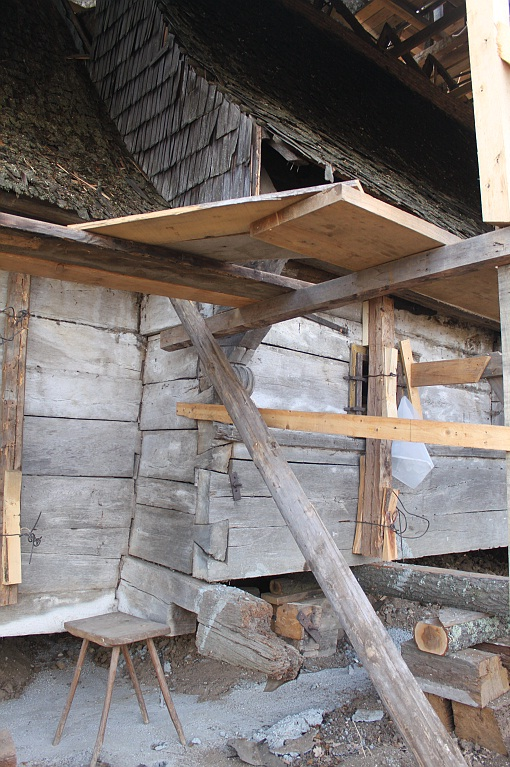
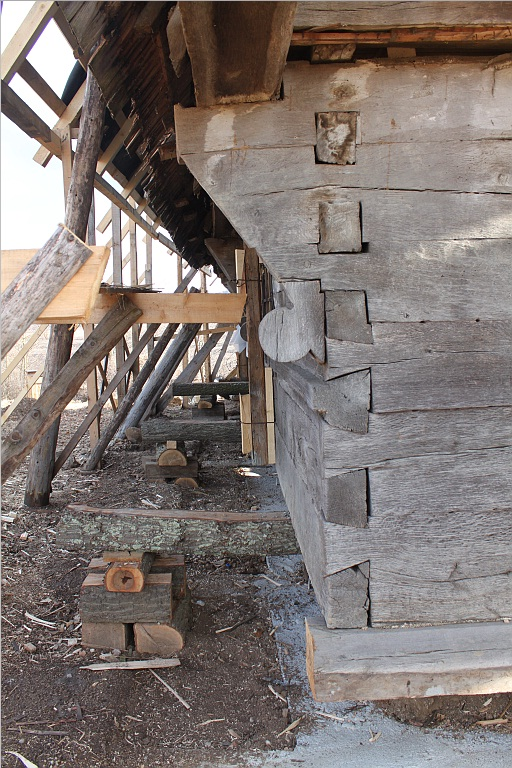
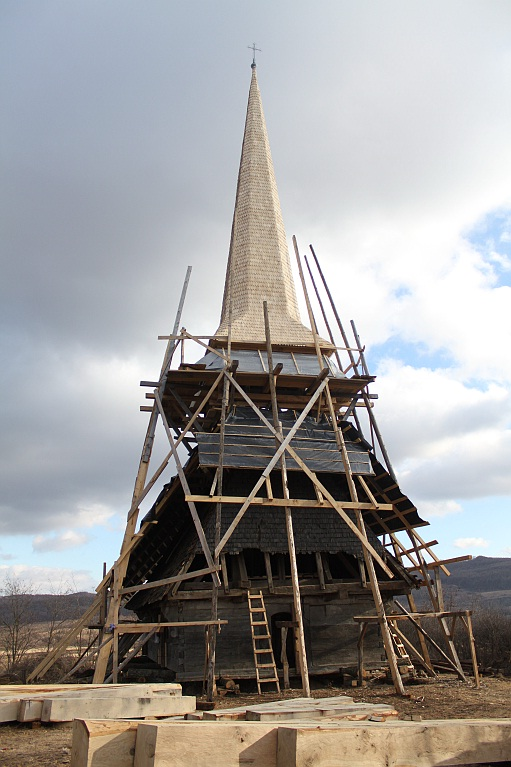
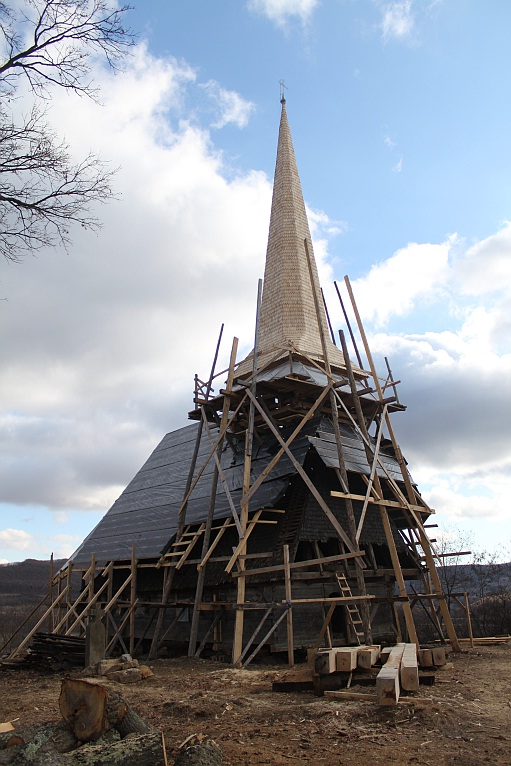